# 日本テレビ放送網
日本テレビ放送網株式会社（にほんテレビほうそうもう、英: Nippon Television Network Corporation）は、日本テレビホールディングスの連結子会社で、関東広域圏を放送対象地域としてテレビジョン放送を行う特定地上基幹放送事業者。東京都港区東新橋（汐留）の日本テレビタワーに本社を置く。
日本国内で最初に開局した民放テレビ局で、日本の民放テレビ局においては歴史が最も古い。一般的には日本テレビ（にほんテレビ）または日テレ（ニッテレ）と呼ばれる。
コールサイン「JOAX-DTV」（東京 25ch）。NNN・日本ニュースネットワーク、NNS・日本テレビネットワーク協議会（日本テレビ系列）のキー局である。リモコンキーIDは「4」。
スカパー!プレミアムサービス (標準画質)をプラットフォームとして日テレジータスの放送を行う衛星一般放送事業者でもあった。
認定放送持株会社制移行のために、2012年10月1日に（旧）日本テレビ放送網株式会社（現日本テレビホールディングス株式会社・旧会社）から新設分割され、移管・放送免許を承継した（新）日本テレビ放送網株式会社（現行会社）が現業を行っている。

## 概要

### 放送免許
- 1952年07月31日 - テレビジョン放送予備免許取得（日本での取得第1号）。
- 1953年08月27日 - テレビジョン放送本免許取得（日本での取得第2号）。
- 1957年12月26日 - カラーテレビ実験局予備免許取得。
- 1957年12月27日 - カラーテレビ実験局本免許取得。
- 1960年09月02日 - カラーテレビ放送本免許取得。
- 1978年09月28日 - 音声多重放送実用化試験局免許を取得。
- 1980年02月09日 - 緊急警報放送用実験局免許を取得。
- 1982年12月17日 - 音声多重放送本免許を取得。[3]
- 1983年09月07日 - テレビジョン同期放送実験局免許を取得。
- 1985年11月29日 - 文字多重放送本免許を取得。
- 1988年04月13日 - EDTV実験局免許を取得。
- 1994年11月25日 - ハイビジョン実用化実験放送本免許を取得。
- 1995年07月13日 - ワイドクリアビジョン放送本免許を取得。
- 2003年12月01日 - 地上デジタルテレビジョン放送本免許を取得。

### 呼出符号（コールサイン）
- 地上デジタルテレビジョン放送：JOAX-DTV にほんテレビデジタルテレビジョン

UHF25ch、周波数545.142857MHz/10kW
- リモコンキーID - 4
- 3桁 - 041、042、045（臨時用）、641（ワンセグ用）。

※テレビジョン単営局に対する最初の予備免許であったため、「JO*X-TV」シリーズの中で“A”が与えられた。

### 保有チャンネル
関東広域圏における地上波放送以外に、以下のチャンネルを放送、供給している。
日テレジータス
自ら衛星一般放送事業者としてスカパー!プレミアムサービス（標準画質放送）で放送しているほか、ハイビジョンチャンネル（「日テレジータスHD」）はスカパー!プレミアムサービスの衛星一般放送事業者であるスカパー・ブロードキャスティング → スカパー・エンターテイメント、スカパー!の基幹放送事業者であるCS日本に供給。一部のケーブルテレビ局へのチャンネル供給も行い、各局においてサイマル放送を行っている。
日テレNEWS24
スカパー・ブロードキャスティング → スカパー・エンターテイメント（スカパー!プレミアムサービス）、SCサテライト放送（スカパー!）、一部のケーブルテレビ局へのチャンネル供給を行い、各局においてサイマル放送を行っている。
日テレプラス
チャンネル運営はCS日本が行う。スカパー!ではCS日本が自ら放送するほか、スカパー!プレミアムサービスにおけるハイビジョン放送ではスカパー・ブロードキャスティング → スカパー・エンターテイメント、スカパー!プレミアムサービス（標準画質放送）の衛星一般放送事業者であるジャパンイメージコミュニケーションズ、一部のケーブルテレビ局へもそれぞれ供給している。
GEM
2015年10月1日に放送開始。ソニー・ピクチャーズ テレビジョンとの共同運営で香港や東南アジア各国のケーブルテレビ局などに日本テレビのバラエティー番組や連続ドラマなどを供給している。
NIPPON TV Channel
2019年5月28日（現地時間）に放送開始。主にアメリカ在住の日本人を対象としており、日本テレビの連続ドラマやプロ野球・巨人戦ホームゲーム中継などを衛星放送ディレクTVやケーブルテレビ局などに供給している。

### ネットワーク

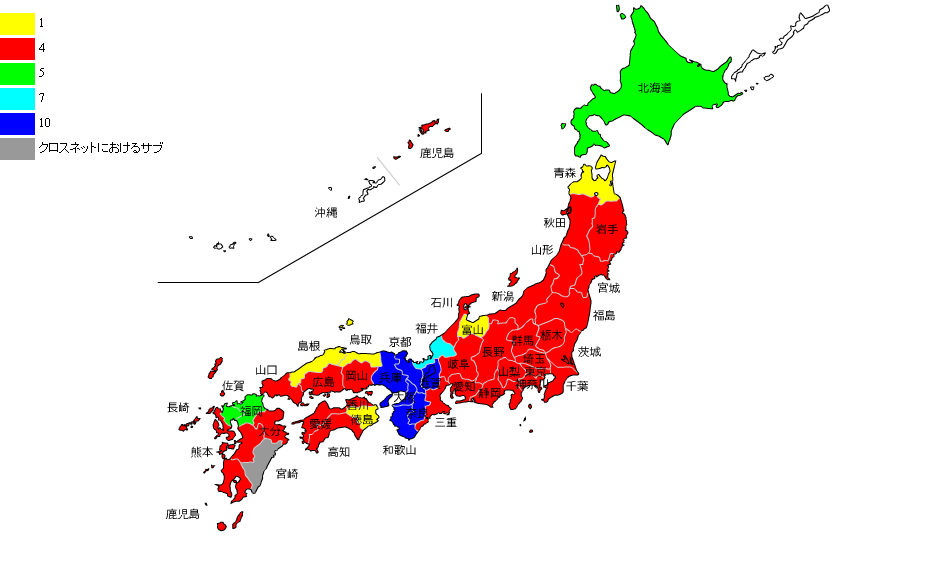
日本テレビ系列のリモコンキーID地図

1966年4月1日にNNN（Nippon News Network）を、また1972年6月14日にNNS（Nippon television Network System）を形成し、各系列局とネットワークを結んでいる。現在NNN加盟局は30局、NNS加盟局は29局。日本テレビの報道取材地域には関東広域圏の他に沖縄県が含まれる（沖縄県にNNN系列局がないため）。

## 呼称
開局以来長年「（第）4チャンネル」、「AX」、「NTV」などを略称として使用してきたが、1995年前後よりキャンペーンコピーに「日テレ」を使用し始めた。後述の正式な略称・愛称採用以前には1996年8月から4年間放送されたCSチャンネルの名称を「CS★日テレ」、2000年12月には、開局した系列のBS日本のチャンネル名称を「BS日テレ」とした。
2003年の放送開始50周年と汐留移転を契機にコーポレートロゴを「日テレ」とするなど、正式な略称・愛称として「日テレ」が採用された。なお、新聞・テレビ情報誌の番組表での表示は従来通り「日本テレビ」のままだが、デイリースポーツ東京版では「日テレ」（以前は「NTV」）、一部番組の動画配信や関連商品の版権表記では「NTV」として表記されている。
業界ではコールサインを由来とするCX（フジテレビ）、EX（テレビ朝日）、TX（テレビ東京）に合わせ「AX」（エーエックス、アックス）と呼ぶこともある。これにちなんで、かつてはSHIBUYA-AX（シブヤ-アックス、2014年5月31日営業終了）というライブスペースを運営していた時期があり、『AX MUSIC-FACTORY』、『AX MUSIC-TV』という番組も放送していた。また、2010年には日本テレビタワーにミニライブハウス「汐留AX」（SHIODOME-AX）を設立した。グループ内の番組制作会社『日テレアックスオン』（略称：『AXON』）の社名にも「AX」が使われている。

## 沿革

### 1950年代
- 1951年
  - 08月13日、カール・ムント米上院議員が「日本全土に総合通信網を民間資本で建設する」と発表[注釈 3][7][8][9]。
  - 09月04日、読売新聞社の正力松太郎、日本テレビ放送網設立構想を発表[注釈 3][10]。
  - 10月02日、日本テレビ放送網、テレビ放送免許を申請[10]。
- 1952年
  - 07月31日、NHKに先んじて、日本で最初のテレビ放送予備免許を取得[11]。なお日本テレビは日本で唯一、電波監理委員会から予備免許が出たテレビ局である。
  - 08月05日、千代田区二番町14番地の社屋建設用地（約2100坪）の購入契約を締結。当地は南満洲鉄道の社長であった早川千吉郎邸があった土地で、1952年当時は大谷米太郎（大谷重工業社長、ホテルニューオータニ創業者）が所有していた[12]。
  - 09月10日、テレビ放送に必要な主要機器（送信機、カメラ、アンテナ等）を、米RCA社に発注する[12]。
  - 10月15日、創立総会を開催し、正力松太郎を社長に選出[12]。
  - 10月28日、（旧）日本テレビ放送網株式会社（現・日本テレビホールディングス）として会社設立（資本金2億5千万円）。設立資金は正力からの要請を受けた池田勇人大蔵大臣が、財界人に声をかけ資金を調達した[12][13][14][15]。
- 1953年
  - 02月18日、麹町のテレビ塔（アンテナ以外）完成。アンテナを含めた高さは154 m。高さ55 mと74 m地点に展望台を設置した[16]。
  - 04月15日、資本金を5億円に増資[16]。
  - 04月、社屋本館、大道具室、機械室が完成[16]。
  - 07月03日、本館スタジオ（第1〜3）完成[17]。
  - 08月03日、テレビ塔にアンテナ取付完了[17]。
  - 08月17日、名古屋と大阪にテレビ局の免許を申請（後に却下）[17]。
  - 08月18日、街頭テレビ受像機を関東一円（都内29か所、周辺部13か所）に設置。
  - 08月20日、試験電波を発射[17]。
  - 08月22 - 26日、テレビ放送施設新設の検査を受ける[17]。
  - 08月27日、テレビ放送本免許を取得[17]。
  - 08月28日、午前10時から「テストパターン」を流し[18]、午前11時20分、『鳩の休日』の映像と共に民放初のテレビ局（地上アナログ）として本放送を開始（この日が開局記念日であり、開局時の出力は、映像10 kW、音声5 kWだった）。開局第一声担当は、結城雅子アナウンサーが務めた。日本初のテレビ局としての開局を目指していたが、多くの放送機材を米国からの輸入に頼っていたため納入が間に合わず、機材をほぼ国産品で揃えたNHKに先行された。日本で初めてとなるテレビCM（精工舎提供）を放送[19]。
  - 08月29日、プロ野球巨人 - 阪神戦（後楽園球場）を民放テレビ局として初中継[19][20]。
  - 08月31日、民放テレビ局として初のテレビドラマ『NTV劇場・私は約束を守った』放送。
  - 09月04日、民放テレビ局として初の連続ドラマ『パック町を行く』放送開始。
  - 09月19日、大相撲秋場所（蔵前）にて、民放テレビ局初の大相撲中継を行う[19]。
  - 10月27日、プロボクシング世界選手権白井義男 - テリー・アレン戦を中継[19]。
  - 11月15日、民放テレビ局として初めて中央競馬のテレビ中継となる秋の天皇賞（東京競馬場）を放送[21]。
  - 11月27日、民放テレビ局として初めて地方競馬のテレビ中継（船橋競馬場）を行う[注釈 4][22]。
  - 11月30日、民放テレビ局として初めて、国会開会式を中継する[22]。
  - 12月01日、テレビ塔のエレベーター完成。12月10日よりテレビ塔展望台の一般無料公開開始[22]。
- 1954年
  - 01月02日、民放として初めて、宮中参賀を中継する[22]。
  - 02月19日、『力道山・木村政彦対シャープ兄弟プロレス実況』をNHKと同時に3日間にわたって放送。新橋駅西口の街頭テレビに連日2万人以上が詰めかけたため、日本のテレビ初期の看板番組にまでなる。以後力道山の人気はうなぎのぼりとなり、全国的なプロレス旋風が巻き起こる。
  - 07月30日、日本で初めてのテレビカーを京成電鉄の1600形・1500形で実験を行い成功[23]。運転を開始する。京成電鉄のテレビカー車内では日本テレビの番組を放映していた。
  - 09月04日、静岡県宇佐美海岸に於いて、海中のテレビ受信実験に成功[23]。
  - 10月04日、ニュース番組『きょうの出来事』放送開始（2006年9月29日終了）。
- 1955年
  - 02月27日、第27回衆議院議員総選挙、日本テレビとして初の選挙開票速報を実施[注釈 5][24][25]。
  - 04月01日、資本金を7億5000万円に増資[24]。
  - 05月30日、プロボクシング世界選手権白井義男 - パスカル・ペレス戦を中継。視聴率96.1パーセントを記録。
  - 11月28日、清水与七郎が社長に就任[26]。
- 1956年
  - 07月24日、開局時の局舎の裏側に増築した第4スタジオ（後の旧Gスタジオ、120坪）運用開始[27]。
  - 08月19日、午前6時30分、日本初のテレビ早朝放送を開始。画面に初めて時分テロップを入れる[27]。
  - 12月01日、中部日本放送（CBC、現在のCBCテレビ）、大阪テレビ放送（OTV、現在の朝日放送テレビ〈ABCテレビ〉）が開局し、両社とネットワークを形成[28]。
  - 12月31日、精工舎（現・セイコーホールディングス）提供、同局をはじめ民放4社による共同制作の『ゆく年くる年』を放送[29]。
- 1957年
  - 02月03日、来るカラーテレビ放送に備え、米RCA社から、スリービディコンカラーフィルムカメラを購入する[29]。
  - 03月17日、『ミユキ野球教室』放送開始（1990年3月終了）。
  - 04月01日、カラーテレビ放送開始に備え、5ヵ所の街頭テレビに、RCA社製21インチカラーテレビ受像機を設置する[29]。
  - 04月18日、カラーテレビ放送実験局の免許を申請[30]。
  - 10月24日、- 10月27日、日本初のプロゴルフトーナメント試合テレビ実況生中継を行う（カナダ・カップ 於：霞ヶ関カンツリー倶楽部）[31]。
  - 12月26日、カラーテレビ実験局の予備免許を取得[32]。17時から試験放送を行う[33]。
  - 12月27日、カラーテレビ実験局の試験放送で、初のカラーフィルムによる実験放送を開始[注釈 6][32]。
  - 12月28日、カラーテレビ実験局本免許を取得（コールサイン：JOAX-TVX）、同実験局を開局（民放初）[注釈 7][34]。
- 1958年
  - 01月13日、この日の『NTVニュースフラッシュ』の番組内の一部で、日本ではニュース番組初のカラー放送を行う[35]。
  - 01月27日、不定時に行っていたカラーテレビ実験放送を、この日から定時のレギュラー放送に改編[36][37]。
  - 04月09日、資本金を10億円に増資[38][39]。
  - 04月10日、カラーテレビ放送実用化試験局の免許を申請[36]。
  - 04月19日、この日、八丈島でカラーフィルムで撮影した「金環日食」を、ニュース番組『ニュースフラッシュ』内でカラーでの世界初放送を行う[36]。
  - 05月16日、同社映画部が、35ミリカラーフィルムを使い、日本初のテレビ用カラーフィルム制作による番組『七色のメロディー』を制作（翌々月14日に放送）[36]。
  - 07月14日、この日のカラーテレビ実験放送枠内にて、前述の『七色のメロディー』と共に、日本初のカラーアニメーション映画『もぐらのアバンチュール』を放送（同年10月15日に同枠内にて再放送）[36][40]。
  - 08月28日、
    - 開局5周年。更に大阪のフルネットの系列局として讀賣テレビ放送（YTV）がこの日開局したのを祝い、同日13時30分から20分間、東京の読売会館と大阪の讀賣テレビ新社屋を電波で結んで、記念祝賀会が催される[41]。
    - 番組編成を日本テレビ主体に置いた系列局として、前述の讀賣テレビの他に、テレビ西日本（TNC）も開局。先に開局した西日本放送（RNC）も含め、日本テレビの全国ネットワーク体制のさきがけとなる[41][42]。
    - 上記のネットワーク体制が確立したことで、帯番組の新設とレギュラー番組枠の移動を含む番組改編を実施。更に同社開局5周年記念番組をこの日から翌月(9月)3日まで放送、同ネット放送も行う。[43]

  - 09月12日、カラー放送の為の実写用のカラースタジオカメラ（米RCA社製 TK-41）1台を購入[44][45]。
  - 10月01日、（株）レクリエーション・センターを合併し、資本金が12億円に[45]。
  - 10月14日、テレビ番組のキネスコープを使ったフィルムでの記録を開始する[45]。
  - 12月12日、カラーテレビ実験放送で、初のスタジオカラーカメラによる番組『手品教室』を生放送[注釈 8][45][46]。
  - 12月18日、米アンペックス社製の放送用の2インチVTR（VR-1000 モノクロ仕様）を購入[45]。年内には、もう1台同VTRを購入する[47]。
  - 12月25日
    - 東海テレビ放送（THK）が開局。中部日本放送から番組ネットワークを引き継ぐ[48]。
    - 初のVTR番組ドラマ「雑草の歌」“聞えない葦”放送[47][48]。
- 1959年
  - 01月24日、カラーテレビ中継車が完成する[48]。
  - 03月28日、ネットワークニュース番組『日本テレニュース』スタート。
  - 04月08日、郵政省から、カラーテレビ実験放送に於いて、カラーCMの放映が認可される[49][50]。
  - 04月10日、皇太子明仁親王結婚（成婚）。
    - この日、日本テレビとフジテレビの共同で、特別番組を制作。両系列5局が協力し、延べ39台のカメラと9台の中継車を駆使して、テレビ史上に語り継がれる大規模生中継を実施[注釈 9]。両系列13局へ同時ネット放送を行う[51]。
    - 前述内のご成婚パレードに於いて、半蔵門を担当した日本テレビによる中継の一部では、2台のカラーカメラと1台のカラー中継車によって、日本で初めての、野外に於いてのカラー生中継を実施する[注釈 10][51]。
    - 更に同日20時から、カラー放送の特番『このよき日』で、成婚当日の模様を同局でテレビカメラとは別に35mmカラーフィルムで撮影した物を放送した[52]。この番組の中では、日本初のカラーCMも放送された[50][53]。

  - 04月14日、プロボクシングのカラー初中継を、当時の後楽園ジムから行う[53][54]。
  - 04月15日、スタジオドラマでは日本初のカラー放送による、『ヤシカゴールデン劇場・赤い陣羽織』を、この日の20時より1時間生放送[53][54][55]。
  - 04月17日、プロレスリングのカラー初中継を行う[53][54]。
  - 06月、カラーカメラ3台を装備した、カラーテレビセンター棟1階の第9スタジオ（後のHスタジオ、130坪）運用開始[53]。
  - 07月、カラーカメラ2台を装備した、カラーテレビセンター棟3階の第10スタジオ（後のJスタジオ、130坪）運用開始[53]。
  - 07月02日、プロ野球初のカラー中継がナイターで放送される（巨人対大洋戦）[53][54]。
  - 07月20日、前述の第9・10スタジオを含むカラーテレビセンター棟が完成。これに伴い、毎晩に渡り、ゴールデンタイムのカラー番組を編成するようになる。[56]
  - 09月10日、番組「ビクター 歌のパレード」内にて、日本で初めてカラークロマキーを実用化する[57][58]。
  - 09月15日、同局の株式がマスコミ業界としては初めて東京証券取引所に上場する[58]。
  - 10月23日、米RCA社から、日本で初めて2インチの放送用カラーVTRが納入される[注釈 11][57][58][59]。
  - 10月24日、毎日放送（MBS）[注釈 12]と日本シリーズ中継を共同制作する。
  - 11月21日、戦艦陸奥より海中中継（桂島）を行う[58]。
  - 12月03日、
    - 日本初のカラーVTR放送『ペリー・コモ・ショー』（Perry Como's Kraft Music Hall）（米NBCからダビングされたカラービデオテープを再生）放映[57][60][59]。
    - 局内のスタジオにて、日本初のカラーVTRを使った収録を開始。

  - 12月05日、2日前に、日本国内のスタジオにおける初のカラーVTR収録を行ったドキュメンタリードラマ番組『シャープクライマックス 人生はドラマだ』第9回「ダニエル建・井上」放送[57][59][60]。

### 1960年代
- 1960年
  - 03月12日、出力が映像50kW、音声12.5kWに増強[61]。
  - 06月10日、テレビ視聴率調査にニールセン方式を採用[62]。
  - 09月02日、カラーテレビ本放送免許取得[63]。
  - 09月10日、カラーテレビ本放送開始（NHK、ラジオ東京（KRT）と共に東京地区では初）[63]。当日、記念番組が3時間45分に渡って放送される[注釈 13][64]。
  - 11月、新事務館完成（後の西本館と南本館の間のビル）[63]。
- 1961年
  - 01月02日、宮中参賀をカラーで初放送する[65]。
  - 01月08日、大相撲初場所で初のカラー中継放送を開始[65]。
  - 06月04日、『シャボン玉ホリデー』放送開始（1972年10月01日終了）[66]。
  - 06月10日、読売テレビへのカラーネットが暫定開通する[66]。
- 1962年
  - 朝6時台から深夜12時まで切れ目のない全日放送体制が完成。
  - 01月18日、ドキュメンタリーの草分けになった番組『ノンフィクション劇場』が放送開始（後に『ノンフィクションアワー』→『驚異の世界・ノンフィクションアワー』を経て1982年9月23日に終了）。
  - 04月01日、名古屋放送（NBN、現在の名古屋テレビ放送）が開局。東海テレビ放送からネットワークを引き継ぐ[67]。
  - 06月01日、電電公社のマイクロ波使用のテレビ同時ネット回線がカラー化。これにより、読売テレビへの同カラー回線が正式開通する[67]。
  - 07月03日、読売日本交響楽団を結成する[68]。
  - 07月18日、音声多重放送の実験を開始[68]。
  - 12月14日、フランス国営放送（RTF）と、ニュース、ドキュメンタリー、及びドラマ番組交換協定を締結[69]。
- 1963年
  - 01月21日、日本テレビ系列の最長寿ミニ番組『キユーピー3分クッキング』放送開始。
  - 03月05日、ハワイのKONAテレビとネットワーク協定調印[69]。
  - 06月23日、- 7月7日、大相撲名古屋場所にて、初のTBSテレビと同一画面（アナは別）にて大相撲中継を実施、民放テレビ全局へネットする[70]。
  - 08月05日、スタジオ契約を結んでいる後楽園ホールのカラー化が完成[70]。これに伴い、同ホールで収録している「私のクイズ」、「歌のグランプリショー」、「底ぬけ脱線ゲーム」等がカラー化される[注釈 14][71][72]。
  - 08月28日、開局10周年[70]。
  - 10月、全日放送開始[73]。
  - 10月07日、子ども向け番組『ロンパールーム』放送開始[73]。
  - 11月22日、通信衛星リレー1号を利用して、日米間で初の白黒テレビの電送実験。放送中にケネディ大統領暗殺事件が発生し急遽別番組を編成[73]。
- 1964年
  - 07月29日、世界初の深海作業船からの中継に成功[74]。
  - 07月、多摩丘陵・よみうりランド内にカラー公開スタジオ「NTVスタジオ」（生田スタジオ）が完成[74]。
  - 08月28日、前述の「NTVスタジオ」の完成記念の特別番組がこの日、カラーで3時間放映される[注釈 15][75]。
  - 09月30日、テレビ西日本がネットワークから離脱。これにより福岡地区の日本テレビ系番組の大半がRKB毎日放送[注釈 16]に移動する（1969年3月31日まで）。
  - 10月10日、東京オリンピック開催。これに関する自社制作におけるカラー放送を強化する。
  - 11月02日、音声多重放送の予備実験を実施[76]。
- 1965年 
  - 01月12日、パキスタンにテレビ受像機200台を寄贈[76]。
  - 02月14日、民放テレビ全局46社ネットの小児マヒ救済テレビチャリティーショー「いまぼくは空を見ることができる」放送[76]。
  - 11月08日、平日に、早朝の子ども向け番組『おはよう!こどもショー』[77]、及び夜遅くのワイド番組『11PM』[78]が共に放送開始。
- 1966年
  - 03月06日、世界初、カラーのスポットコマーシャル（日立製作所提供）の放送が開始される[78]。
  - 04月01日、NNN（日本ニュースネットワーク）発足[79]。
  - 05月15日、『笑点』放送開始[79]。
  - 07月01日、ザ・ビートルズの日本武道館来日公演番組『ザ・ビートルズ日本公演』をカラーで独占中継（VTR録画）し、視聴率は56パーセントに達した[79][注釈 17]。
  - 10月10日、プロゴルフトーナメント試合カナダ・カップの中継をカラーで行う[80]。
- 1967年
  - 02月07日、米テキサス州ヒューストンのアストロドームで行われた、世界ヘビー級タイトルマッチを同時中継[80]。
  - 02月17日、アンペックス社製のハイバンドVTR（型番：VR-2000A）を導入・設置[81]。
  - 04月、ニューヨーク支局を開設。アメリカ・NBC内に特設スタジオを設置し、衛星中継による海外ニュースを放送[81]。
  - 07月21日、福井近夫が社長に就任[81]。
- 1968年
  - 03月31日、西本館竣工[82]。
  - 05月10日、新宿区に独自の送信所を兼ねた日本最大のテレビ塔建設を発表（後に計画は中止）[82]。
  - 08月28日、開局15周年[83]。
  - 09月30日、『お昼のワイドショー』放送開始[83]。
- 1969年
  - 04月01日、福岡放送（FBS）他全国各地に開局したアナログUHF局とネットワークを組む。福岡放送はRKB毎日放送からネットワークを引き継ぎ、4年半ぶりに福岡地区での日本テレビ系フルネット局が復活した[84]。
  - 10月01日、日本テレビ音楽（株）設立[85]。
  - 10月09日、午前3時50分[86]、当時の会長、正力松太郎が死去[85]。
  - 10月11日、大蔵省の指摘により粉飾決算が発覚。過去数年分の有価証券報告書を訂正。
  - 11月10日、コンピュータ導入（第1世代APM）で本格的な番組運行自動化を開始[85]。
  - 12月01日、資本金を24億円に増資[85]。

### 1970年代
- 1970年
  - 01月04日、『NNNドキュメント』放送開始[87]。
  - 02月10日、ユニオン映画（株）設立[87]。
  - 04月、夜のゴールデンアワーが全面カラー化。全時間帯でのカラー化率が64%となる[88]。
  - 05月20日、小林與三次が社長に就任し、読売色が一層強まる[88]。
  - この頃より対外的に使用する社旗を、青地に社章（「NTV」ロゴを丸で囲った物。）を白く抜いた物より、読売新聞の社旗を模した上から緑・赤・青色の模様の旗に変更。
  - 05月、那覇、ワシントン、モスクワ、ソウルに各支局を開設。世界ネットを強化[88]。
  - 10月04日、紀行番組『遠くへ行きたい』の放送開始。
  - 11月10日、同局の送信所を、麹町の本社社屋に隣接したテレビ塔から東京タワーに移行[89]。
- 1971年 
  - 01月03日、全国高校サッカー選手権大会を毎日新聞社に代わって主催し、独占中継権を得る[89]。
  - 10月、自社制作の番組のカラー化率がほぼ100パーセントに達する。全放送時間の100%カラー化達成（いずれも日本の民放初）[90][91]。
  - 10月23日、アニメ『ルパン三世』シリーズ（『ルパン三世 (TV第1シリーズ)』）放送開始。
- 1972年
  - 04月05日、（株）日本テレビサービス設立[92]。
  - 05月21日、朝鮮中央放送委員会とテレビフィルムを定期交換する協定に調印[92][93]。
  - 06月14日、系列18社によるNNS（日本テレビネットワーク協議会）発足。当時のネット局である名古屋放送（名古屋テレビ、NBN）と番組編成を巡って係争。この結果、12月に東海地区のテレビネットを中京テレビ放送（CTV）へ翌年4月01日付で変更することに決定（当時CTVはNET系列局であった）。
  - 07月21日、刑事ドラマ『太陽にほえろ!』放送開始。
- 1973年
  - 01月14日、ハワイで行われたエルビス・プレスリー・ショーを独占衛星生中継[94]。
  - 03月19日、アメリカのABCニュース社と、ニュース提供と衛星中継に関する契約を締結[95]。
  - 04月01日 - 中京テレビ放送がこの日から、これまでのNET系列から日本テレビ系列にネットチェンジしたのと同時に、NNN・NNSに加盟する[96]（但し、CTVは1983年（昭和58年）9月にテレビ愛知が開局するまでの間、一部東京12チャンネル→テレビ東京系番組の放送も続けていた）。
  - 08月10日 - 日本テレビ放送網・札幌テレビ放送・中京テレビ放送・讀賣テレビ放送・福岡放送の5社で「日本テレビ系5社協定」を発効し、これらが日本テレビ系列の基幹局となる[97]。
  - 08月28日、開局20周年。
  - 10月31日、日本テレビ系列愛の小鳩事業団設立。
  - 12月20日、読売新聞社、朝日新聞社、毎日新聞社の3社首脳間で日本テレビと東京放送（TBS）の新聞資本を統一する合意が成立。
- 1974年
  - 01月07日、石油危機による電力節減のため、郵政省が民放各社に深夜の放送自粛を要請したのを受け、在京5社の申し合わせで、この日から深夜0時30分で放送終了となる[98]。
  - 01月、小林社長、バチカンでローマ教皇パウロ6世から勲章を授与される[98]。
  - 03月31日、開局以来の3社ニュースの放送が『読売新聞ニュース』に一本化される。
  - 05月、読売新聞社は朝日新聞社と毎日新聞社が持つ全ての日本テレビ株式を購入。これで日本テレビは完全に読売グループの傘下に入る。
  - 12月01日、資本金を37億2500万円に増資[99]。
- 1975年
  - 04月02日、松田優作、中村雅俊主演のテレビドラマ『俺たちの勲章』放送開始。
  - 06月29日、『NNNドキュメント 明日をつかめ!貴くん〜4745日の記録』放送。翌年、日本のテレビ番組で初めて国際エミー賞を受賞。
  - 07月13日、UHF局（テレビ神奈川）へのプロ野球リレーナイター供給を開始[100]。
  - 08月13日、ブルガリア人民共和国テレビ・ラジオ委員会と協力協定締結[100]。
  - 08月、バンコク支局開設[100]。
  - 09月06日、同局の「愛の小鳩事業団」が日本で初めての「手話スクール」を開講する[101]。
  - 09月13日、ハンガリーテレビと協力協定締結[101]。
  - 10月08日・15日『水曜ロードショー』にて、名作映画『風と共に去りぬ』がテレビで世界初放映される（8日が前編、15日が後編）[102][注釈 18]。
  - 11月16日、日曜「朝のニュース」と広報番組に「手話通訳」を編成[101]。
  - 12月20日、株式会社日本テレビエンタープライズ設立[103]。
- 1976年
  - 11月25日、日本テレビ放送網文化事業団設立。「フランス美術賞展」などの美術展を開催[104]。
- 1977年
  - 02月03日、郵政省に「テレビジョン音声多重放送実用化試験局」の免許を申請[105]。
  - 03月20日、資本金を41億円に増資[105]。
  - 06月20日、オーストラリアのナイン・ネットワークと協力協定締結[106]。
  - 08月31日、「日本テレビ第一別館」完成[107]。
  - 09月、パリ支局開設[108]。
  - 10月20日、視聴者参加型大型クイズ番組『アメリカ横断ウルトラクイズ』スタート（以後1992年まで毎年1回行われた）。

- 1978年

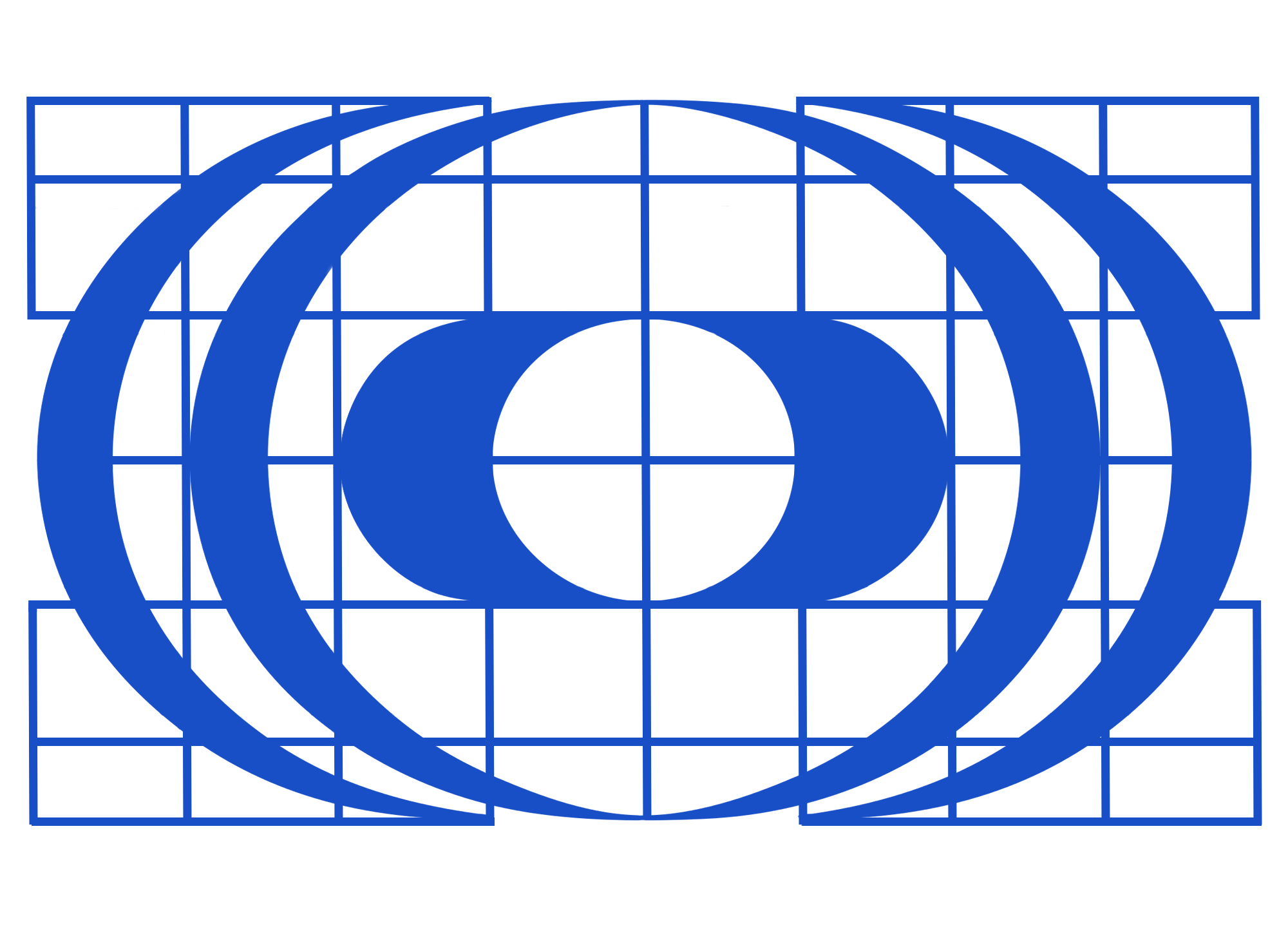
日本テレビ放送網のシンボルマーク•社章
（1978年1月の制定から使用されている。）

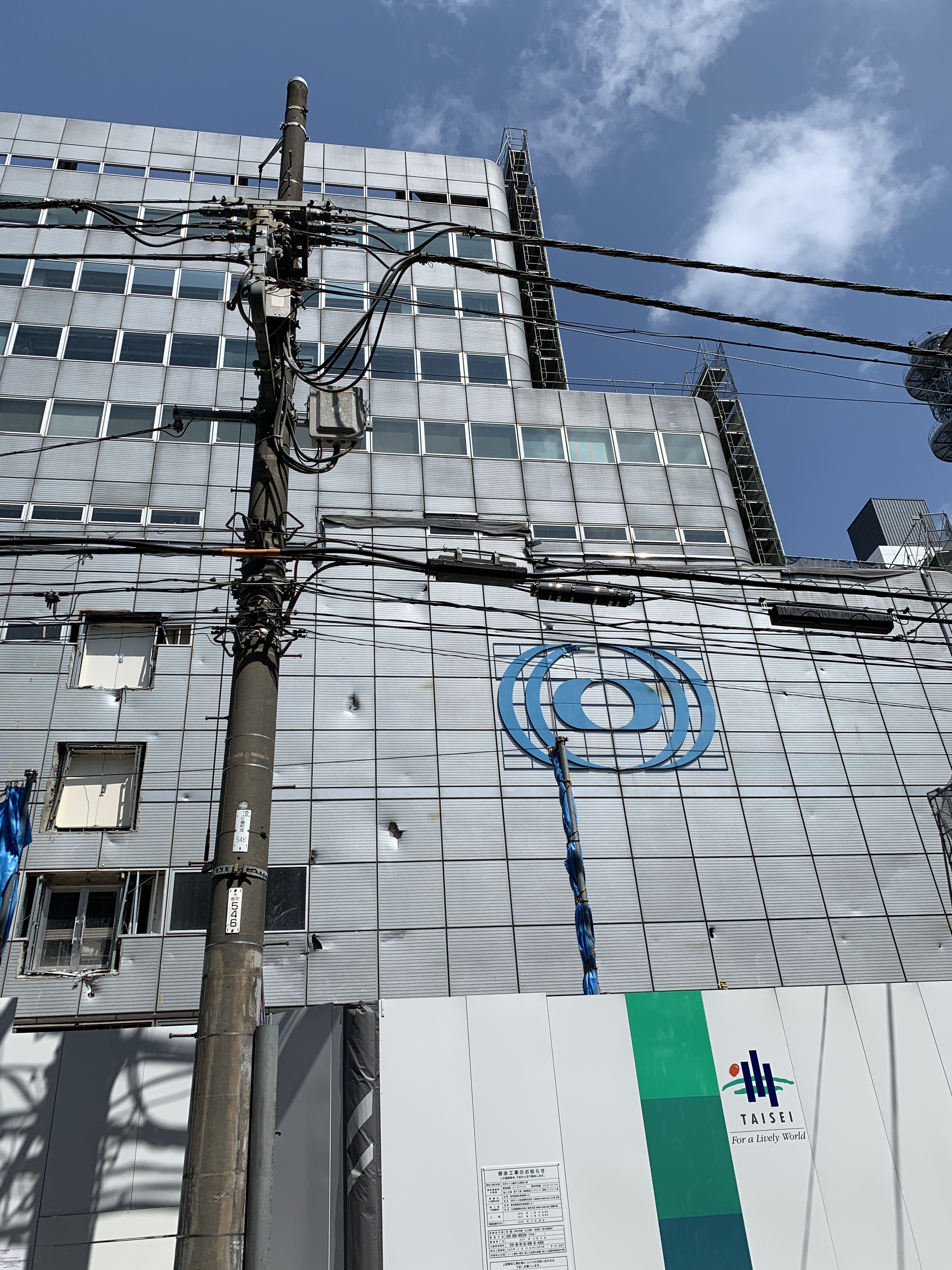
旧麹町分室解体工事時に露出したシンボルマークの巨大レリーフ

NTVロゴ

  - 01月01日、開局25周年に伴い、統一シンボルマーク・社章を制定[108]。民間放送局がシンボルマークを制定するのは初めてである。1977年以前にこれまで使用された、「NTV」ロゴを丸で囲った物から、日本テレビの『日』と地球をメルカトル図法的にデザイン化した物へと変更された。従来の｢日本テレビ｣のロゴの前にも、このシンボルマークが付けられていた（放送では1992年いっぱいまで[注釈 19]、社の封筒では2003年夏頃まで使用されていた〈1992年以降は「なんだろう」のマスコットと一緒に〉。電子化以前の株券に使用されていたが、現在は社債のみに使用されている）。
  - 01月30日、CMバンク稼働開始[109]。
  - 04月01日、無償新株式（1：0.1）発行。資本金が45億1000万円となる[110]。
  - 08月26日、『24時間テレビ 「愛は地球を救う」』スタート（以後、毎年8月に行われる）。南本館竣工。
  - 08月28日、開局25周年。
  - 09月22日、テレビジョンの音声多重放送の実用化試験局の予備免許を取得[111]。
  - 09月28日、テレビジョンの音声多重放送の実用化試験局の本免許を、放送局として初めて取得。取得直後の午前10時01分、『ミセス&ミセス』の番組内で、世界初の音声多重放送実用化試験放送を開始[111][112][113]。この日から、後楽園球場の巨人戦もステレオ放送になる（この日は対広島戦であった）。
  - 10月06日、水谷豊主演のテレビドラマ『熱中時代』（第1シリーズ）放送開始。
- 1979年
  - 02月、四番町別館竣工。
  - 03月05日、ニュース・情報番組『ズームイン!!』シリーズ（『ズームイン!!朝!』）放送開始。
  - 09月03日『ルパン三世 (TV第2シリーズ)』第99話にて、テレビアニメ初のステレオ放送開始。
  - 10月07日、この日投票が行われた「第35回衆議院議員総選挙」の開票速報番組「'79総選挙にズームイン!!開票速報」の二か国語放送の副音声にて、画面と関係ない開票速報や党派別当選者数を放送。これが後に当時の放送法違反とされ、翌年5月31日に郵政省から文書による厳重注意を受ける。しかしこの事が後に、音声多重放送の2音声多重放送の開拓へと繋がる[114]。
  - 12月31日『欽ちゃんの仮装大賞』スタート。

### 1980年代
- 1980年
  - 02月09日、緊急警報放送の実験放送を開始。
  - VTRカメラが初めてエベレストに登る。この登山のドキュメンタリー番組『生と死に賭けた36時間・これがチョモランマだ!』が高い評価を呼び、文化庁芸術祭テレビドキュメンタリー部門で優秀賞を獲得。
  - 02月26日、同局初の長時間ドラマ「ライオン・スペシャル・ドラマ『太陽は沈まず・海よ!小さな戦士の歌を聞け』」を、テレビドラマでは日本初のステレオで放送[115]。
  - 06月09日、前年10月07日の開票速報の電波法違反の厳重注意を受け、この月の22日に行われる衆参ダブル同時選挙の開票速報番組に、音声多重放送の副音声を活用できる様に関係方面に働きかけた結果、郵政省は今度のダブル選挙のテレビ開票速報に限り、同放送の免許条件の枠を特例として認める方針をこの日に決定し、同月20日の同省の電波監理審議会の審議にて了承された[116]。
  - 06月23日、更に前述の決定を受け、この日放送された、衆参ダブル選挙（「第36回衆議院議員総選挙」と「第12回参議院議員通常選挙」）の開票速報にて、日本初の2音声多重放送を行う[注釈 20]。この日の開票速報は、特別番組だけでなく、一部の通常レギュラー番組[注釈 21]も開票特番として放送し、その種の特番は全て2音声多重放送で行った[117]。
  - 06月29日、高木盛久が社長に就任。
  - 10月、北本館竣工。Kスタジオなどが完成。
- 1981年
  - 01月23日、この日、郵政省が条件付きでの2音声多重放送を正式認可した[注釈 22]のを受け、この日からNNN昼のニュースとNNN JUST NEWSの2つのニュース番組の副音声に日本語のニュース解説を入れたのを皮切りに、レギュラー番組での同多重放送を開始する[118][119]。
  - 03月26日、この日のプロ野球中継のオープン戦「巨人×阪神戦」（於:後楽園球場）の中継にて、プロ野球中継初の2音声多重放送を行う[注釈 23][120]。
- 1982年
  - 10月09日、当時の本社北本館の老朽化に伴う改装で新装されたGスタジオ（2代目）が、当時日本最大の広さを持つテレビスタジオとして落成。そこからの初番組として、4時間の大型特番『日本テレビスペシャル』を放送（ステレオ）[121]。
  - 12月17日、テレビ音声多重放送の本免許を取得、同本放送を開始[3]。
- 1983年
  - 08月28日、開局30周年。正力松太郎会長の遺訓の中から社訓・信条を制定。
  - 09月07日、テレビジョン同期放送の実験放送を開始。
  - 12月31日、『全国高等学校クイズ選手権』スタート（以後1985年まで毎年2回、1986年より毎年1回行われる）。
- 1984年 民放業界最大の規模のコンピュータグラフィックスシステムを完成。参議院選挙、衆議院総選挙などの報道で稼動。
- 1985年
  - 01月24日、資本金を70億8560万円に増資。
  - 05月20日、無償新株式（1：0.1）発行。
  - 11月29日、文字多重放送の本放送を開始。
  - 日本テレビニューヨークスタジオ開設、生放送スタート。
- 1986年 
  - 日本テレビ初のミュージカル「アニー」スタート。
- 1987年
  - 01月02日・3日 東京箱根間往復大学駅伝競走（箱根駅伝）中継放送開始。
  - 10月01日、ケーブルテレビ局に向けて日本初となるニュース専門チャンネル「NCN（日本テレビケーブルニュース）」の配信を開始[122]。
  - 10月02日、『お昼のワイドショー』放送終了（後番組は『午後は○○おもいッきりテレビ』）。
  - 10月05日、『ズームイン!!朝!』にて、SNG（日本テレビサテライトネットワーク）の実験運用を開始する。
  - 10月、マイケル・ジャクソンの横浜スタジアムでの来日公演を録画放送。
- 1988年
  - クリアビジョン放送実験局免許取得。
  - 05月05日、エベレスト（チョモランマ）山頂から世界初の生中継を実施し、成功。日本中にこの模様が中継された（開局35周年記念企画『チョモランマがそこにある!』）。
  - 05月20日、無償新株式（1：0.04）発行。
  - 08月28日、開局35周年。
  - 10月03日、『それいけ!アンパンマン』放送開始。
- 1989年
  - バチカンにあるシスティーナ礼拝堂の壁画修復に着手。そのために支援を行う。修復は1994年まで続いた。
  - 生田スタジオ竣工。
  - 06月29日、佐々木芳雄が社長に就任。
  - 07月07日、SNGの本格運営開始。
  - 08月24日、クリアビジョン放送の本放送を開始。
  - 10月04日、『ダウンタウンのガキの使いやあらへんで!』放送開始。

### 1990年代
- 1990年
  - 05月21日、無償新株式（1：0.05）発行。
  - 08月01日、1単位の株式数を100株から10株に変更。
  - 08月『第3回世界陸上競技選手権東京大会』のホストブロードキャスターを担当。
- 1992年
  - 08月、開局40周年を機に宮崎駿デザイン・スタジオジブリ制作によるマスコットキャラクター「なんだろう」が誕生[123]。「なんだろう」の使用期間は当初は1年間の予定だったが、日本テレビのシンボルマークとして、企業ロゴが変わった現在でも使用されている[注釈 24]。
  - 11月06日、SNGデジタル伝送実験局免許取得。氏家齊一郎が社長に就任。
- 1993年
  - 08月28日、開局40周年。
- 1994年
  - アール・エフ・ラジオ日本の株式を取得し、持分法適用関連会社とする。
  - 4月10日、『ぐるぐるナインティナイン』放送開始。
  - 11月24日、アナログハイビジョン実用化試験局免許取得（BS9チャンネル、アナログハイビジョン実験専用のNHKと民放の合同チャンネル）。第1回『流転の海』ほかを放送。
  - 12月21日、日本テレビ郵便爆弾事件発生。
- 1995年
  - 01月02日、視聴率年間三冠王獲得（1994年）。
  - 07月13日、ワイドクリアビジョン本放送開始。
  - 11月2日、『ザ!鉄腕!DASH!!』放送開始。
  - インターネットに日本テレビ公式webページ（https://www.ntv.co.jp/）を開設。
- 1996年
  - 04月03日、CSデジタル放送「CS★日テレ」の委託放送業務認定取得、同年8月28日に放送開始。
  - 報道局にNNNニュースチャンネルを設置。「情報番組倫理ガイドライン」完成。
- 1997年
  - 02月24日、CSデジタル放送（トライアルサービス）委託放送業務認定取得。
  - 03月02日、民放初全日視聴率100週連続トップ獲得。
  - NCN（日本テレビケーブルニュース）の24時間化に際し、チャンネル名を「NNN24」（NTV NONSTOP NEWS24）と改称（2005年12月1日に日テレNEWS24と名称変更）。
  - 10月28日、『踊る!さんま御殿!!』放送開始。
- 1998年
  - 照明業務と電源・空調の運用業務を関連会社2社に業務移管。NNN24が本放送を開始。技術展「NAB’98」で国際優秀賞を受賞。BS準備室の新設、ビーエス日本創立総会が開かれる。
  - 06月、29か月連続月間四冠王民放新記録達成。
  - 08月28日、開局45周年。
- 1999年 キャンペーン「日テレ営業中」がJR東日本ポスターグランプリ’99・駅サインボード部門《金賞》受賞。視聴者と直接意見の交流、「日テレ式フォーラム」開催（民放初の試み）。小林與三次本社取締役会長が死去。

### 2000年代
- 2000年
  - 汐留新社屋建設工事地鎮祭。インターネット事業会社「フォアキャスト・コミュニケーションズ」設立。日本データ放送株式会社（略称NDB・BSの940ch）設立。視聴者と直接意見の交流、日テレ「フォーラム2」開催、視聴者とテレビの信頼回復を目指す。CS準備室開設。NTT-ME、NTT東日本とともに、テレビ番組、アニメなどの映像コンテンツをインターネット上で流通させるための市場、B-Bat構想を発表[124]。高木盛久本社最高顧問・元社長が死去。
  - 12月01日、午前11時、系列のBSデジタル放送「BS日テレ」（デジタルBS4ch）放送開始。
  - 12月16日、ライブハウス・SHIBUYA-AXオープン。
- 2001年 株式会社シーエス日本創立総会開催、21世紀型高機能放送発進。創業以来の大機構改革構想発表、CEO・COO制の導入、取締役会、執行役員会の二本柱で新しい経営体制の下、新世紀の活動をスタート。氏家齊一郎代表取締役社長が代表取締役会長兼グループCEO、間部耕苹専務取締役が代表取締役副会長兼グループEO、萩原敏雄専務取締役が代表取締役社長兼COOにそれぞれ昇格。BS日テレ新聞広告が読売広告大賞で金賞受賞。「NNNニュースダッシュ」のリアルタイム字幕放送を開始（BS日テレは2004年10月から）。
- 2001年
  - 4月11日『ザ!世界仰天ニュース』放送開始。
  - 9月28日『ズームイン!!朝!』終了 （後番組は 『ズームイン!!SUPER』）。
  - 09月30日、開局以来、同局の放送開始・終了または1日の起点時間に放送していた『鳩の休日』を休止[注釈 25]。
- 2002年
  - 03月、シーエス日本が東経110度CSデジタル放送を開始。
  - 4月7日、『行列のできる法律相談所』放送開始。
  - 10月6日、『真相報道バンキシャ!』放送開始。

- 2003年

日テレロゴ（2003年から2012年）

  - 04月、新本社ビル「日本テレビタワー」竣工。
  - 07月、CIを導入。通称名を「日本テレビ」「NTV」から「日テレ」「NIPPON TELEVISION」へと変更。ロゴマークも「なんだろう」を継承しながら、デザインを一新した。略称「NTV」の国内での使用も停止し[注釈 27]、国内での対外愛称は「日テレ」に統一した[注釈 28]。
  - 08月、汐留に本社移転。
  - 08月28日、開局50周年。
  - 10月25日、同局プロデューサーによる視聴率不正操作が発覚。翌月18日、取締役会において代表取締役3名の自主的降格および自主的役員報酬返上が承認される。これにより氏家齊一郎会長がグループCEO辞任、間部耕苹副会長がグループEO辞任・代表取締役社長へ降格、萩原敏雄社長が代表取締役副社長へ降格。
  - 12月01日、午前11時、地上デジタルテレビジョン放送を開始。
  - 12月、10年連続視聴率四冠王達成。
- 2004年
  - 02月29日、開局50年を機に放送センター・本社スタジオ機能が汐留に移転。地上デジタルテレビジョン放送・BSデジタル・CSデジタルを問わず全ての放送メディアにおいて、生放送のほとんど全ての番組がハイビジョン制作になる（当初は東名阪エリアのみ、アナログ放送はサイドカット放送）。同時にCS放送「NNN24」についてもハイビジョン制作率を大幅に拡大[注釈 29]。NNN24のハイビジョン制作の映像は、地上デジタル放送とBS日テレで見る事ができる。同時にアナログ・デジタル統合マスター（NEC製）の運用を開始。なお、汐留新社屋移転後も麹町の旧社屋は麹町分室として継続運用される。これにより、番組の送出マスターは地上波が汐留新社屋、BS・CSの衛星放送は麹町分室からの送出体制となった。汐留からの最初の番組は、午前5時25分の「24時間テレビリポート」[注釈 30]。提供クレジットも平成角ゴシックW5から キヤノン角ゴCa-Bに変更した。なお当初はデジタル放送開始直前の2003年10月12日[125]に汐留からの放送開始を予定していたが、大幅に遅れて当初の予定日から4か月遅れでの放送開始となった。
  - 11月05日、読売新聞グループ本社がマスコミ集中排除原則により、歴史的に第三者名義で実質保有してきた日本テレビ株につき、有価証券報告書を同グループ名義へと訂正、同社株は一時「監理ポスト」に割り当てられた（同年11月22日まで）。
- 2005年
  - 06月29日、間部耕苹代表取締役社長が代表取締役相談役に、久保伸太郎が代表取締役社長に就任。
  - 10月27日深夜 インターネットを利用したビデオ・オン・デマンドサイト「第2日本テレビ」がオープン。
  - 12月01日、「NNN24」を「日テレNEWS24」に名称変更。
- 2006年
  - 03月01日「G+ SPORTS&NEWS」を「日テレG+」に名称変更（ロゴマークは変更なし）。
  - 04月01日、地上デジタルワンセグの本放送を開始。
  - 04月03日、サービスエリアである関東地区内の報道取材がほとんどハイビジョン化される。
  - 04月12日、ポッドキャスティングでの動画配信に参入。
  - 09月29日、全民放中の最長寿番組『NNNきょうの出来事』が終了し、52年の歴史に幕。（後番組は『NEWS ZERO』）
- 2007年
  - 04月02日、日本テレビの制作子会社4社の事業再編を実施、統括持株会社「日テレ・グループ・ホールディングス」と技術・制作・イベント・美術の4事業会社によるグループ体制を開始。
- 2008年
  - 04月01日、2001年9月30日まで、同局の放送開始、終了又は1日の起点時間に放送していた『鳩の休日』が、CG使用の15秒ショートバージョンで新たに復活する（地上波デジタル用はハイビジョン制作として初登場する）[注釈 31]。
  - 05月19日、地上デジタル放送に於いて、海賊版防止・著作権保護の観点による画面上にCIを使用した画面右上にチャンネルロゴ表示を表示するようになった。
  - 7月12日、『しゃべくり007』放送開始。
  - 08月28日、開局55周年。
- 2009年
  - 03月16日、細川知正が社長に就任。
  - 04月06日、開局以来初めてゴールデンタイムに生放送の帯番組『サプライズ』を編成（2010年3月12日に終了）。
- 2009年
  - 11月01日、『祝10周年!!今夜嵐巻き起こせ…驚きの嵐世紀の大実験!!学者も予測不可能SP&奇跡呼ぶ実験的生ライブ!!』にて、嵐が行ったライブの一部をアナグリフ方式による3D立体映像として生放送。地上波における3D立体映像の生放送に日本で初めて成功した。

### 2010年代
- 2010年
  - 03月11日、放送衛星（BS）によるセーフティーネットに基づく、地上デジタル放送難視聴地域向けの補完サイマル放送（BS294）を5年間の期間限定で開局
  - 04月01日、台湾の旺旺集団（大手メディアグループ）、中国電視（CTV、地上波テレビ局）、中天電視（CTI、ケーブルテレビ局）と包括的な協力協定を締結。
  - 04月05日、地上デジタル放送の完全移行を前提に、生放送の情報・報道番組を除く全ての番組がアナログ放送においてレターボックス化される。
  - 07月05日、生放送の情報・報道番組を含めた全ての番組がアナログ放送においてレターボックス化される（完全レターボックス化）。
  - 08月21日、巨人戦中継史上初となる3Dハイビジョン放送をCS放送「スカチャン3D 169」にてノースクランブルで行う[注釈 32]。
  - 10月19日、中国国営新華通信社と放送分野での相互協力を目的とした協力協定を締結。
  - 12月01日、ビデオ・オン・デマンド事業「日テレオンデマンド」配信開始。
- 2011年
  - 02月18日、アニメーション制作会社マッドハウスによる第三者割当増資の全額約10億円を引き受け、連結子会社化した。
  - 03月10日、中天電視との台湾での合弁会社「黒剣電視節目製作（黒剣テレビ番組制作）」設立について合意し、合弁基本契約書に調印した（6月に営業開始）。
  - 03月11日、東日本大震災の発災に伴い、11日14:57から14日4:00まで一切CMを放送しなかった。
  - 03月28日、当時の会長、氏家齊一郎が死去。『ヒルナンデス!』放送開始。
  - 03月31日、『ズームイン!!SUPER』が終了（直接の後継番組は 『ZIP!』）。『ズームイン!!朝!』から数えて32年の歴史に幕を閉じた（土曜版の姉妹番組『ズームイン!!サタデー』のみ継続）。
  - 06月29日、大久保好男が社長に就任。
  - 07月24日、正午にアナログ放送を終了。平成23年7月24日AM11:45から特別番組『シューイチPRESENTSテレビ60年「これまで」「これから」カウントダウン』を放送した。そして12:00になるとアナログ放送終了のお知らせ画面が表示され、PM23:58からは『鳩の休日』の特別版を放送し、23:59にアナログ放送停波、デジタル放送に完全移行した。
  - 08月15日、創業家一族の正力亨元取締役が死去。
  - 10月03日、デジタル放送化に伴い、地上波放送と日テレNEWS24（同日4:00以降）における編成上全ての番組をステレオ放送（一部はモノステレオ放送）に変更した[注釈 33]。
- 2012年
  - 01月02日、2003年以来8年ぶりとなる視聴率年間三冠王獲得（2011年）。
  - 03月29日、認定放送持株会社体制に移行すると発表[126][127]。
  - 04月26日、「日本テレビ分割準備株式会社」設立[128]。
  - 09月18日、総務大臣による放送持株会社設立の認定を受ける。
  - 10月01日、（旧）日本テレビ放送網株式会社の商号を「日本テレビホールディングス株式会社」に変更。同時に日本テレビ分割準備株式会社が、日本テレビホールディングスより放送免許を含む事業部門を継承し、商号を「（新）日本テレビ放送網株式会社」へ変更。
- 2013年
  - 01月01日、開局60周年キャンペーンがスタート。ロゴマークを「0テレ」に変更（使用されるロゴタイプは文字のゼロを意味する貫通しない斜線付きゼロが書かれたものである）。
  - 01月13日、上記に伴い、画面右上のロゴの透かし（ウォーターマーク）並びに地上デジタル放送の放送局アイコンを変更。
  - 02月01日・2月02日、テレビ放送開始60年を記念して、NHKとのコラボレーション番組『TV60 NHK×日テレ 60番勝負』『TV60 日テレ×NHK 60番勝負』が放送された。2月1日深夜はNHK総合テレビ、2月2日深夜は日本テレビ系列30局で放送され、中居正広（SMAP）が共同MCを務めた。
  - 05月05日、松井秀喜の引退セレモニー、長嶋茂雄と松井秀喜の国民栄誉賞授与式、始球式の模様を東京ドームから独占生中継した。
  - 05月31日、午前9時から東京スカイツリーからの送信を開始。
  - 08月28日、開局60周年。
  - 12月09日、放送局アイコン（白抜きに黒文字）とウォーターマーク（「0テレ」の下に「NIPP0N TV」）の一部表記を変更。
- 2014年
  - 01月11日、日本テレビで放送された番組をパソコンやスマートフォンで放送後7日間無料で視聴できる「日テレいつでもどこでもキャンペーン」を開始。
  - 01月29日、株式会社タツノコプロの発行済み株式54.3パーセントを株式会社タカラトミーから取得し、子会社化すると発表した[129]。
  - 02月28日、Huluの日本市場向け事業を継承し、定額制動画配信事業に参入すると発表した[130]。
  - 11月21日、サントリーホールディングス子会社のフィットネスクラブ運営会社ティップネスの全株式を取得した。
  - 12月29日、2011年以来3年ぶりとなる視聴率年間三冠王獲得（2014年）。
- 2015年
  - 03月31日、正午をもってBSセーフティーネットによる難視聴地域向け補完サイマル放送終了。
  - 04月27日、過去最高となる13週連続三冠王を達成（1月26日、- 4月26日）。
  - 06月15日、20週連続三冠王を達成（1月26日、- 6月14日）。
- 2016年
  - 09月05日、民放歴代1位となる全日帯143週連続トップを記録した。
  - 11月28日、同局最高記録となる21週連続三冠王を達成した。
  - 12月01日、インターネットイニシアティブと合弁で動画配信プラットフォーム提供会社JOCDNを設立[131]。
  - 12月19日、年間47回目となる週間視聴率三冠王を獲得し、民放新記録を達成した。
- 2017年
  - 01月02日、2016年において年間49回目となる週間視聴率三冠王を記録した。
  - 03月06日、民放歴代新記録となる35週連続週間視聴率三冠王を獲得した。
  - 11月06日、全日帯視聴率において204週連続視聴率トップを記録した。
- 2018年
  - 01月01日、制作著作クレジットの表記を開局65周年仕様（共に「0テレ」の下に「65th Anniversary」）に変更。
  - 07月30日、在京民放歴代新記録となる56ヶ月連続月間視聴率三冠王を達成した。
  - 8月：『日本テレビ 番町スタジオ』竣工。
  - 08月15日、YouTube内チャンネル「テレビバ」開設。
  - 08月28日、開局65周年。
  - 09月22日、テレビ放送開始65年を記念した「NHK×日テレコラボデー」を実施した。　
  - 10月01日、在京民放歴代新記録となる58か月連続月間視聴率三冠王、63か月連続月間全日視聴率三冠王を達成した。同日より、前述のYouTubeチャンネルを発展させて、無料短編動画中心配信サービス「テレビバ」を開始[132]。配信先は「日テレTADA」「チルテレ」他計8箇所（YouTubeを含む残る三箇所では、アニメ専用チャンネルと分割している為、計6箇所になる）。
- 2019年
  - 01月29日、麹町分室隣接地に建設された新スタジオ棟「日本テレビ番町スタジオ」が稼働開始。これに伴い旧来の麹町分室のスタジオは完全に運用を終了し、順次解体される。

### 2020年代
- 2020年
  - 10月01日、全番組の提供クレジットから黒い縁+白テロップ表記を撤廃[注釈 34]し、各社提供・ネットセールス・ローカルセールスを含めてカラー表記に統一。系列局もカラー表記に統一させた[注釈 35]。
- 2021年
  - 04月01日、「日テレNEWS24」「日テレジータス」の運営を、従前から「日テレプラス」を運営してきたCS日本に移管・一本化。
  - 10月02日、同日19時から「日テレ系ライブ配信」の正式サービスを開始した。民放5系列局の中で同時配信を常時実施するのは初めてとなった[133][134]。
  - 11月12日、電子書籍の配信を行っているビーグリーとの間で資本・業務提携契約を締結[135]。
  - 12月29日、株式公開買付けにより、ビーグリーの株式を議決権所有割合ベースで25.43%取得[136]。ビーグリーは日本テレビホールディングスの持分法適用関連会社となる[137]。
- 2022年
  - 04月01日、「日テレ系ライブ配信」のサービス名を「日テレ系リアルタイム配信」に変更[138]。
- 2023年
  - 01月01日、製作著作クレジットの表記を開局70周年仕様（共に「0テレ（0を貫通する形で7が串刺しになっている）」の下に「NIPPON TV 70th Anniversary」）に変更[139][140]。ウォーターマークも変更されたが、クレジットの表記とは少し異なり、ロゴの下に「NIPPON TV」のみの表記となっている。EPG（Gガイド）で表示されるロゴも開局70周年仕様（紫を背景に白抜き文字）に同年1月中旬に変更された。
  - 03月12日、同日から同月19日まで「テレビ放送70年『NHK×日テレ コラボウィーク』」を実施[141]。
  - 05月19日、ファッションECサイトを運営しているla belle vieの全株式を取得し、完全子会社化した[142][143]。
  - 08月28日、開局70周年。
  - 09月05日、eスポーツイベント制作会社のJCGの株式を取得し、子会社化した[144]。
  - 10月06日、アニメ制作会社のスタジオジブリの株式42.3%を取得し、子会社化した[145][146]。
  - 10月10日、ニュースサイトを「日テレNEWS NNN」に改題・リニューアル[147][148]。

### 社史・記念誌
日本テレビでは、以下の2冊を発行している（2024年3月時点）。
- 大衆とともに25年（日本テレビ放送網株式会社・編）1978年8月発行、全2冊、沿革史[149][150]、写真集[151][152]。
- テレビ夢50年（日本テレビ50年史編集室・編）2004年3月発行、全9冊、経営編、データ編、番組編1 - 6、DVD-ROM編。

## 歴史

### 開局前後の経緯
日本テレビ放送網は1953年8月に放送を開始した。正式社名が「日本テレビ放送網」であるように、元々は一社で日本全国にテレビネットワークを形成することを計画して設立された。
1951年9月に読売新聞社の正力松太郎によって日本テレビ放送網構想が公表され、日本各地に直営局を持つ放送・通信網（テレビ放送に限らない多重通信網・マイクロ中継網）が想定されていた（正力構想）。1952年7月に電波監理委員会から予備免許を付与されたが、免許方針ではさしあたり東京に2～3局、他の都市では1～2局を置局するとされた。本放送開始後も正力はマイクロ中継網を諦めてはいなかったが、マイクロ回線を専用線として貸し出す方針を示していた電電公社や、テレビ事業への進出を検討していた新聞業界から反発（1953年9月の新聞社69社の反対声明）を受けた。さらに1954年12月に衆参両院の電気通信委員会が民間へのマイクロ回線業務を認可しないとする決議を行ったことで正力構想の実現は困難となった（マイクロ中継網については建設のための巨額の経費や公衆電気通信法による第三者への賃貸禁止などの問題もあった）。こうして関東広域圏の放送局としての方向性が定まった。

### 開局当日の番組編成（1953年8月28日）
- 11:20 放送開始。第一声は「JOAX-TV、こちら日本テレビでございます」[20]。
- 11:20 「記念式典」の実況中継（当時の内閣総理大臣・吉田茂が開局の祝辞を述べた）
- 11:50 祝賀舞踊「寿式三番叟」
- 12:00 精工舎（現：セイコーホールディングス）提供の正午の時報CMが放映される予定だったが、人為的ミスで映像が裏返しに映り、無音の状態で放送された。テレビCMの第1号であり、放送事故の第1号となった。
- 12:00 歌の祭典
- 12:30 記録映画「上代の彫刻」
- 13:00 NTVニュース、天気予報（ここで一旦、放送休止。テストパターン画像が放送された）
- 17:30 （放送再開）日本南方民謡集
- 17:40 テレビ浮世絵
- 17:55 リサイタル
- 18:10 国際ニュース
- 18:20 週間テレニュース
- 18:40 記録映画「天竜川」
- 19:00 精工舎（現：セイコー）のCMが放送された。12:00とは異なり、今度は無事に放送された。これが実質的なコマーシャルの第1号。
- 19:00 花競祝写絵
- 19:45 劇場中継「ニューヨーク幻想曲」（会場:帝国劇場）
- 21:00 「記念式典」の録画中継
- 21:15 テレニュース
- 21:30 放送終了

### 開局から1980年代まで
開局当初、テレビ受像機のない家庭が殆どであったため、広告媒体としての民放テレビをアピールすべく、首都圏の主要箇所に街頭テレビを設置。テレビ普及に役立てた。また、麹町局舎横のテレビ塔を展望目的に一般へ公開。東京タワーができるまでは観光名所となっていた。
開局2日目にして「巨人・阪神戦」の中継を行なったプロ野球やプロレス、プロボクシングの試合中継などのスポーツ番組や『なんでもやりまショー』などのバラエティー番組に強みを持ち、ラジオ東京テレビ（現在のTBSテレビ）開局後も営業成績では上回っていた。特に後楽園スタヂアム（現在の東京ドーム）と同社施設の独占中継権を掌握していたのが有利に働いた。
1956年、午前6時台からの早朝放送開始。1957年には放送時間を23時まで延長。一日約10時間のレギュラー放送となる。
日本民間放送連盟には当初加盟しておらず、日本テレビの加盟は開局から5年後の1958年3月であった。
電波の送信もNHKや他の民放とは異なり、東京タワーではなく自社鉄塔からの送信を継続した。

#### 「正力タワー」構想と対抗して計画された2案の「NHKタワー」
東京タワーより低い麹町の自社鉄塔からの送信は、局舎周囲に高い建物が増加するにつれ難視聴地域を拡大させた。このため、正力は新宿区東大久保一丁目（現・新宿六丁目）に用地を確保。東京タワーの333mより高い550mの高さを有する、通称「正力タワー」を1968年に構想する。タワーの下には100階建てと200階建てのビルを数棟建てる予定であった。
ところが、「正力タワー」構想発表後の翌1969年3月5日には、当時内幸町（NHK東京放送会館）に位置していたNHKが渋谷に計画していた現在のNHK放送センター敷地内に、「正力タワー」よりもさらに高く、現在の東京スカイツリーの高さに匹敵する600m級の、当時としては世界最大の電波塔となる予定であった（当時の世界最大の電波塔はオスタンキノ・タワーの537mであった）「NHKタワー」の建設計画を発表した（いわゆる「渋谷案」）が、この構想は「正力タワー」と同様に頓挫した。「渋谷案」は同年7月に建設計画が発表され、「高さ200mまでは鉄骨の四本足で支え、そこから高さ550mまではステンレスで覆った直径15mの円筒形になり、さらにこの上に直径212.5m、長さ50mのアンテナを取り付ける。また、重量はオスタンキノ・タワーの約4分の1の7000～8000tと軽量なタワーとする」という計画であった。なお、これとは別の案として、同じく同年7月にはNHKは代々木公園の敷地内に、「渋谷案」および「正力タワー」よりも低いものの、それでも当時は相当な高さの電波塔計画であった、高さ488m、最大直径40mの電波塔を建設する計画（いわゆる「代々木案」）もほぼ同時に打ち出した（こちらも「NHKタワー」の名称とする計画であった）。この「代々木案」では総工費は65億円で、最上部の展望台は4層構造、300人収容できる回転レストランを併設する計画であったが、こちらも頓挫した。なお「代々木案」が「渋谷案」と大きく異なるのは、「渋谷案」では純然たる電波塔で計画されていたのに対し、「代々木案」では付帯設備としてレストランを併設した施設として計画していた点であった。
この対抗的に出された「NHKタワー」計画に、正力は「同じようなものは2本（「正力タワー」と「NHKタワー」とを合わせた数）も要りません」と言い放ち、さらに「最近になって計画らしいものを出し、まだ建築申請書も出していない「NHKタワー」と（「正力タワー」とを）一緒にされ、競合などとするのは筋違いではないか」とNHKを非難した。これに対してNHK側も「正力さんの「正力タワー」は観光塔じゃないですか?（「NHKタワー」でも「代々木案」が付帯設備を設けているものの、計画では主な利用目的を電波塔としての位置付けとしていた）」と批判。また「NHKが民間放送に対して恒久的に施設を借りた例は今までにない。そんなことをしていては視聴者に対しての責任が持てない」と正力の批判に反論した。
西大久保に建設予定であった「正力タワー」に対抗するかのように、有力候補地を2案出していた「NHKタワー」は、東京タワーを使用していたNHK教育テレビ用のアンテナと、当時紀尾井町に位置していたNHK総合テレビ用電波塔を「NHKタワー」へと移転統合する計画であったが、NHK局舎の内幸町から渋谷への移転までに計画は立ち消えとなった。
正力は1969年10月9日死去。正力の没後、「正力タワー」の建設計画の消滅、およびそれに関連しての東京タワーへの送信所移転が行われた。「正力タワー」を予定していた用地は後に日本テレビゴルフガーデンとしてオープンした。

#### 正力没後の改革
当時読売新聞社主であった正力が社長を務めていたことで、大阪の完全系列局である読売テレビの開局が「大阪読売新聞」の部数増に繋がったことなどの事例もあったが、いくら強いコンテンツを持っていても「読売色」を警戒する地方局が多く、ネットワーク形成ではTBSの後手に回った。このため報道が手薄になり、かつ番組販売も芳しくなかった。これはTBS自身が新聞社の色を薄め、結成当初から特定の新聞との関係を持たないようにしてネットワーク形成を構築したためである。
加えて上記の通り難視聴地域が増加したこと、さらに肝心の自社制作番組そのものが不振となり、1960年代半ばから業績は下降した。
正力の没後、粉飾決算の公表もなされた一方で、名古屋地区の中京テレビへの単独ネット化、読売新聞への完全系列化、ラジオ日本との提携など、正力の娘婿である小林與三次の手で改革が行われ、一連のバラエティー番組が気を吐いて視聴率は持ち直す。その後、朝枠に『ズームイン!!朝!』、昼枠に『午後は○○おもいッきりテレビ』などの情報番組を投入し、夕方の報道番組も強化した。しかし、ようやく持ち直した視聴率も1980年代当時「軽チャー路線」で成功し視聴率三冠王に輝いていたフジテレビの後塵を拝し、番組制作現場では「どうすればフジテレビに勝てるのか」を常に研究していたという。

### 1990年代以降
日本テレビは、とにかく視聴者が興味を持つ内容を番組制作や内容に盛り込むことで、高い視聴率を確保しようとし、番宣バラエティ番組として平日の『なんだろう!?大情報!』、週末の『TVおじゃマンボウ』、『TVおじゃマンモス』を、それぞれ1993年から開始することで、視聴者へのPRを行った。
1990年代は1980年代末に発足した社内チーム「クイズプロジェクト」によって、バラエティ番組『クイズ世界はSHOW by ショーバイ!!』・『マジカル頭脳パワー!!』が登場。早朝5時台に『あさ天5』を立ち上げ、『ジパングあさ6』や『ズームイン!!朝!』などの報道・情報番組が人気コンテンツとなる。1993年夏頃から、バラエティー番組や巨人戦中継などの人気番組を持つ日本テレビはフジテレビを追い抜くと、その勢いも次第に強まっていった。1994年から2003年に10年連続「年間視聴率四冠王」、1994年度から2002年度に9年連続「年度視聴率四冠王」（ゴールデンタイム・プライムタイム・全日に更にノンプライムを加えての表現）を達成した。更に、「月間四冠王」を史上最高となる46か月連続で達成し、2000年には史上初となる機械式視聴率調査を行っている26局の系列局すべてが年間・年度視聴率三冠王を達成するなど一時代を築いた。また、他局に先駆けて時代劇の制作・放送からいち早く撤退し、2004年の正月に放送された『丹下左膳』を最後に、時代劇の制作から一切手を引いている。
しかし2003年度には、視聴率買収事件の発覚や巨人戦中継の視聴率低下によるプライムタイムでの視聴率低迷の結果、プライムタイムが2位になりフジテレビに抜かれ、2004年度（2004年4月 - 2005年3月）の調査では、全部門で2位となり「三冠王」のタイトル全てをフジテレビに奪われた。
2000年代前半には、長寿番組や人気番組が続々と終了した。スポーツ番組『全日本プロレス中継』（2000年夏）を皮切りに、午前の帯番組『ルックルックこんにちは』（2001年春)、『ズームイン!!朝!』（2001年秋）、ドキュメンタリー教養番組『知ってるつもり?!』（2002年春）、情報バラエティ番組『特命リサーチ200X』（2004年春）、サスペンスドラマ枠『火曜サスペンス劇場』（2005年秋）、夕方の報道番組『NNNニュースプラス1』（2006年春）、昼の生活情報番組『午後は○○おもいッきりテレビ』（2007年秋）、民放テレビ局最長寿の報道番組『NNNきょうの出来事』（2006年秋）といった番組が次々と打ち切られた結果、2000年代前中盤の数年で日本テレビのタイムテーブルはほとんど塗り替えられた。
また、一部のバラエティ番組も視聴率が低下傾向にあったため、2009年春改編で19時台に帯番組『SUPER SURPRISE』を新設し、（改編時点で）開始10年以上経過していた番組は全て20時台に移行・集約させた。移行後も番組の人気は安定しており、月～木曜の20時台番組は全て開始20年を越す長寿番組となっている。
2000年代終盤以降はスポンサーニーズの高いコアターゲット層（T層・F1層・F2層）を意識した番組編成が功を奏し、全時間帯での視聴率向上に成功している。2008年・2009年には2年連続でノンプライム帯での年間・年度視聴率首位を獲得した。
2011年には8年ぶりに「年間視聴率三冠王」、2011年度には9年ぶりに「年度視聴率三冠王」をそれぞれフジテレビから奪還した。
2013年12月第2週（12月9日 - 15日）から2017年11月第1週（10月30日 - 11月5日）には歴代新記録となる204週連続「週間全日トップ」を記録した。
2013年7月から2018年9月には在京局歴代最高記録となる63か月連続「月間全日帯視聴率トップ」を獲得した。また、2013年12月から2018年9月には在京局歴代最高記録となる58か月連続「月間視聴率三冠王」を獲得した。
2014年には3年ぶりに「年間視聴率三冠王」、2014年度には3年ぶりに「年度視聴率三冠王」を奪還。また、放送収入（地上波放送におけるタイムCMとスポットCMの年度売上高の合計）でもフジテレビを追い抜き、民放トップに躍り出た。
2015年1月第5週から6月第2週には歴代最高記録となる20週連続三冠王を達成した。
2015年には年間売上高でも3000億円の大台を突破して前年まで31年間首位だったフジテレビを追い抜き、民放トップに躍り出た。
2016年には「週間視聴率三冠王」を年間で49回獲得し、1991年にフジテレビが記録した年間46回の記録を抜いて民放新記録となった。
2016年6月第4週（6月20日 - 26日）から2017年3月第1週（2月27日 - 3月5日）には民放歴代新記録となる35週連続「週間視聴率三冠王」を獲得した。
2019年には6年連続となる「年間視聴率三冠王」、2019年度には6年連続となる「年度視聴率三冠王」を獲得した。また、それまでKPI（重要業績評価指標）としていた「世帯視聴率」を、より正確に誰にどれくらい視聴されているかがわかる「個人視聴率」に全面的に移行させた。
2021年には11年連続となる「年間個人視聴率三冠王」、7年連続となる「年間個人視聴率五冠王」、9年連続となる「年間コア視聴率三冠王」、8年連続となる「年間コア視聴率五冠王」をそれぞれ獲得した。2021年度には歴代最長の9年連続となる「年度視聴率三冠王」（個人）を獲得した。
2022年には12年連続となる「年間個人視聴率三冠王」を獲得した。

## 特徴

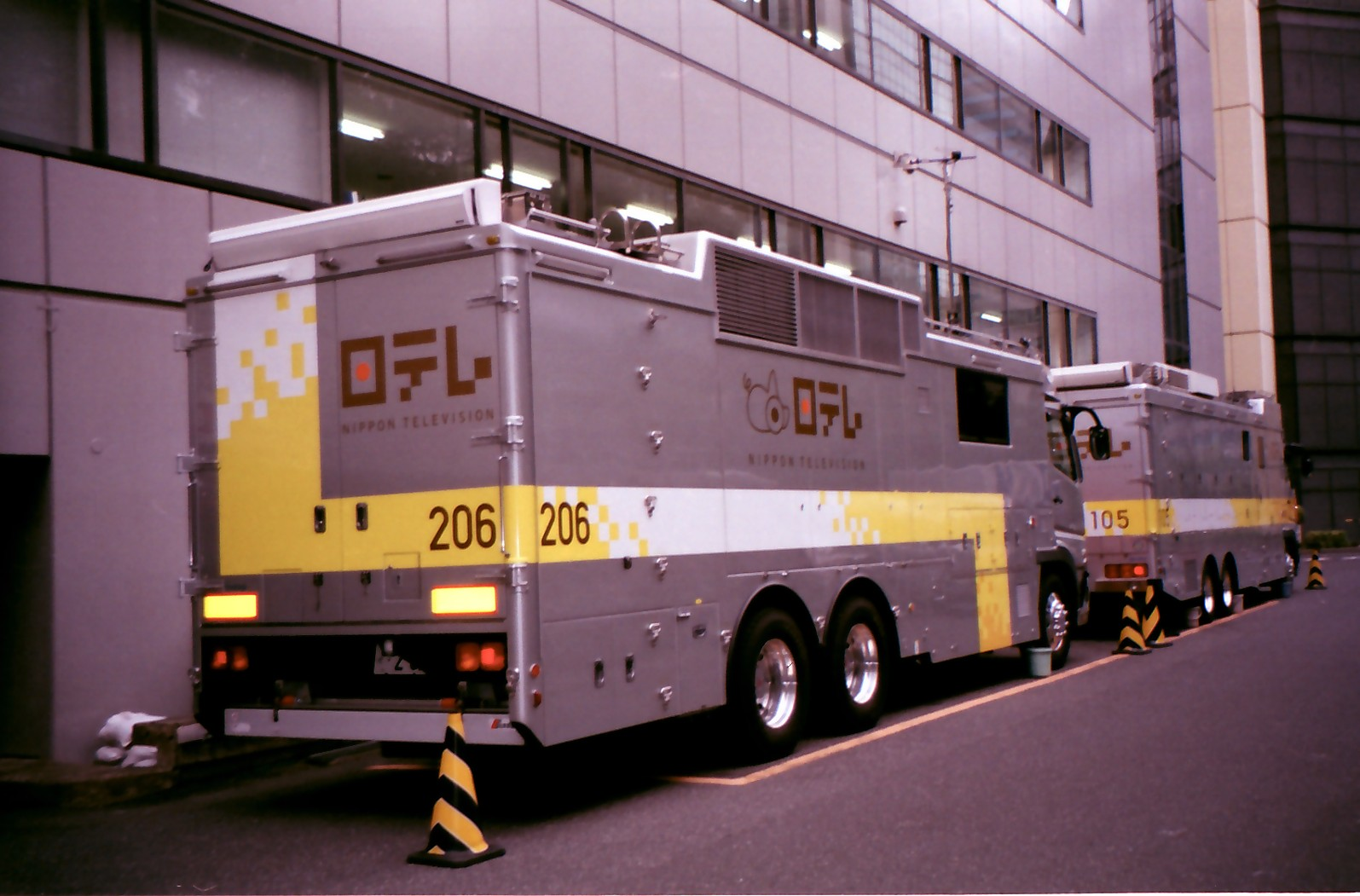
日本テレビの中継車

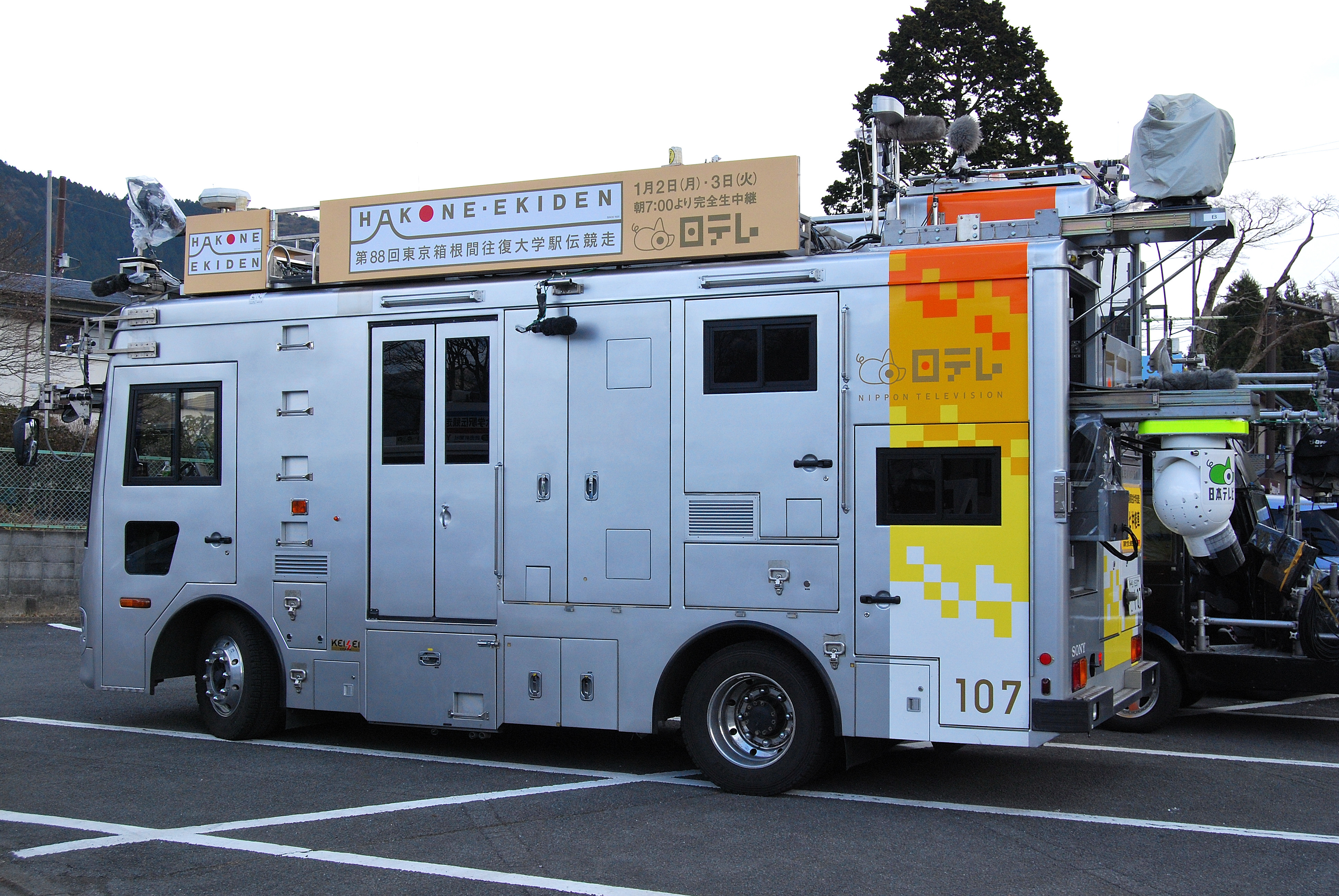
日本テレビの中継車（新春スポーツスペシャル箱根駅伝中継の場合）

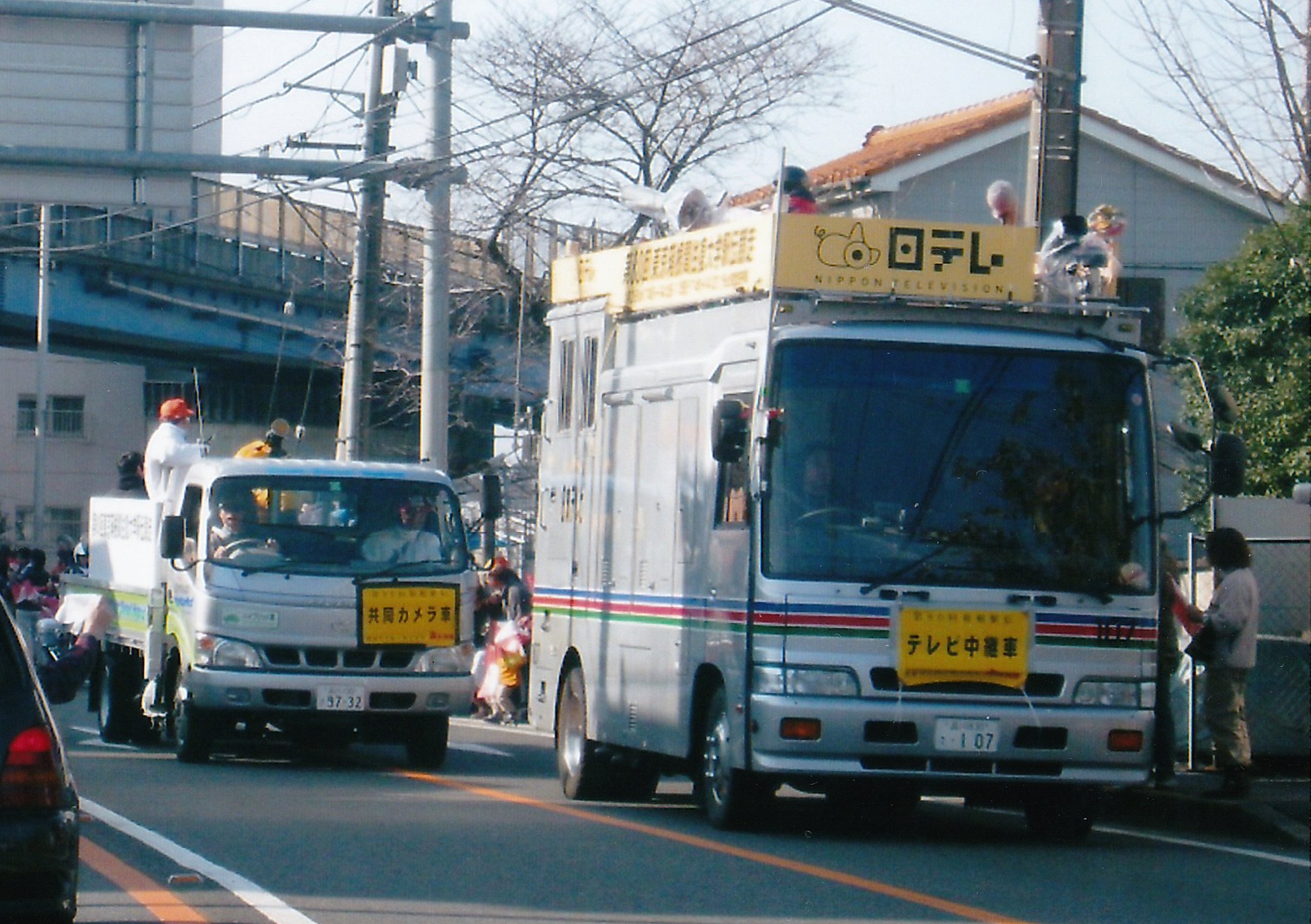
箱根駅伝の先頭を走る日本テレビの中継車

日本テレビは日本のテレビ業界において、新しい放送媒体・放送形式を積極的に早く導入し、導入するや否やその媒体を用いた放送を定着させてきた事で有名である。放送免許取得や民間資本による開局・本放送開始はもちろんのこと、コマーシャルの放送、カラー放送、音声多重放送（世界初）、ワイドクリアビジョン放送、洋画の日本語吹き替え放送、L字型画面、データ放送、ワンセグ放送独自番組放送（非サイマル放送）、3D立体映像での生放送、ネット動画配信サービス、放送中のドラマ全話無料配信も日本の民間放送では日本テレビが初めてであった。
スポーツ中継についても、プロ野球中継におけるバックスクリーン横「センターカメラ」の導入、王貞治のための「ホームランカメラ」の導入、「審判カメラ」の導入、完全3D映像による中継の実現、サッカー中継におけるゴール内部への小型カメラの設置など、他局に先駆けて新たな中継技術を開発した。また、第3回世界陸上では世界で初めて写真判定を中継に取り入れた。
選挙特番における出口調査を全国規模で導入したのも日本テレビ報道局が最初である。
2000年代頃から環境問題に関して積極的に取り組んでいる。2003年3月に「日テレ・エコ委員会」を発足させ、在京民放キー局として初めてISOの環境マネジメントシステム規格ISO 14001の認証を取得したほか、2004年から毎年6月5日の世界環境デーを含む1週間を「日テレ系ecoウィーク」と題し、期間中は番組やイベントを通して環境問題を提起している。
テレビ放送の開始年が日本テレビと同じ1953年で共通している日本放送協会（NHK）と連携する機会も多く、2010年には「つなげよう、ecoハート。」、2021年には「国際ガールズ・デー」などをテーマに同局とコラボレーションして啓発キャンペーンを繰り広げた。また、2013年（テレビ放送開始60周年）と2018年（テレビ放送開始65周年）、2023年（テレビ放送開始70周年）には共同で特別番組も制作し、両局にて放映している。2025年7月実施の第27回参議院議員通常選挙から日本テレビ（NNN）とNHK、読売新聞の3社共同で国政選挙の出口調査を行っている。
宮崎駿率いるスタジオジブリとの関係が深く、同社の作品をほぼ独占的にテレビ放映する権利を持っている。また、日本テレビのマスコット「なんだろう」も宮崎駿が手掛けたものである。2023年10月に同社の株式4割超を取得し、子会社化することを同年9月に発表した。
2021年現在、民放キー局の中では唯一時代劇や2時間ドラマの制作を行わず、再放送枠も設けていない。そのためドラマ番組は自社系の衛星放送（BS日テレ・日テレプラス）での再放送がメインとなる。バラエティ番組については土曜・日曜の14～16時台に当該番組の宣伝も兼ねて再放送されることが多く、ドラマ番組も同枠で集中方式で再放送を実施することもある。
かつては、他の民放キー局に比べて収入全体に占める放送収入の割合が著しく高い状態であったが、現在は映画事業、通販事業、イベント・文化事業などによる放送外収入も広げている。『全日本仮装大賞』や『そっくりスイーツ』といった自社制作番組のフォーマット販売も積極的に行っており、海外事業による収入も増加しつつある。なお、海外販売で最も大きな売上を占めているのは2000年代前半に制作・放送された『¥マネーの虎』でこれまでに番組フォーマット輸出された国は2024年3月の時点で50か国に上る。
映画事業に関しては、スタジオジブリ作品や『名探偵コナン』シリーズ、細田守監督作品などのアニメ映画のほか、『デスノート』・『20世紀少年』シリーズ・『カイジ』シリーズ・『GANTZ』など少年漫画・青年漫画の実写化がある。
データ放送では鉄道運行情報を表示しており、JR東日本線の運行情報をJR東日本公式で表示しているテレビ局である。また『歌スタ!!』は在京キー局の中で深夜番組としては最初にデータ放送を導入した番組である。

### インターネット
インターネット事業に関しては積極的に展開している。一例として、ウェブサイトの充実にも取り組み、公式ウェブサイトアクセス数も在京民放テレビ局の中で首位を獲得している。
ビデオ・オン・デマンド（VOD）事業にもテレビ局としては早く参入し、日本初のテレビ局主導のインターネット動画配信サービス「第2日本テレビ」を運営していた（2012年10月から「日テレオンデマンド ゼロ」に改称）。完全無料化も功を奏し、テレビ局が運営するVODサービスの中で再生回数トップを誇り、2009年1月には単月黒字化に成功した。2010年12月からは有料動画配信サービス「日テレオンデマンド」の運営も開始した。2014年には一部の番組を放送後7日間パソコンやスマートフォンで無料視聴できる「日テレいつでもどこでもキャンペーン」を開始した。
2014年には「Hulu」から日本市場向けの事業を継承し、定額制動画配信サービスにも参入しており、最終的にはVOD事業はHuluに統一が採られている。
なお、Hulu以外の定額制動画配信サービスとの提携や自社制作番組の供給も行っており、2021年10月にNetflixと提携し、日本テレビが制作したドラマやバラエティー番組など、30作品を日本と中国を除くアジア各国への配信を開始したほか、2022年3月にはバラエティー番組『はじめてのおつかい』を世界190以上の国と地域に配信した。2023年3月には初の同サービスとの共同制作番組となる『名アシスト有吉』も世界配信した。また、2022年3月10日にウォルト・ディズニー・ジャパンとの間でも戦略的協業に関する合意書を締結し、同年4月から放送された『金田一少年の事件簿』をウォルト・ディズニー・カンパニー傘下の定額制動画配信サービスであるDisney+でも日本とほぼ同時期に世界配信を実施。2025年にも同サービスとの共同制作番組となる『旅するSnow Man』を配信する予定。2024年4月にはAmazon.comとの協業により、同月から放送した『ACMA:GAME アクマゲーム』を同社傘下の定額制動画配信サービスであるAmazon Prime Videoでも見逃し配信並びに世界配信を行った。
2020年10月からは日本の民放テレビ局で初となるテレビ番組のインターネット同時配信サービスである「日テレ系ライブ配信」（現・日テレ系リアルタイム配信）を試験的に開始し（同年12月30日でいったん終了）、2021年10月2日より本格運用を開始した。

## 本社・支社・支局
本社

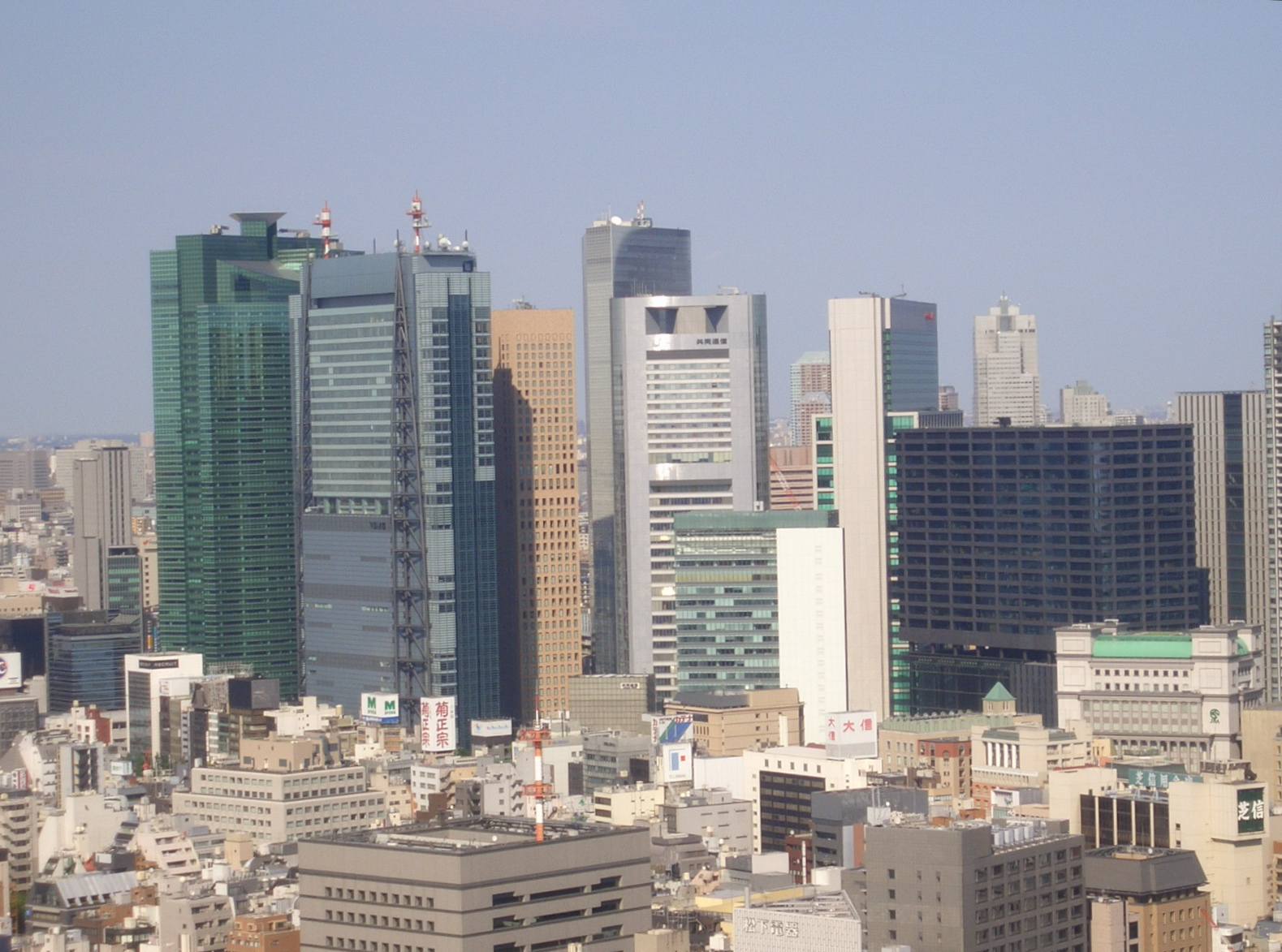
東京・汐留にある日本テレビタワー

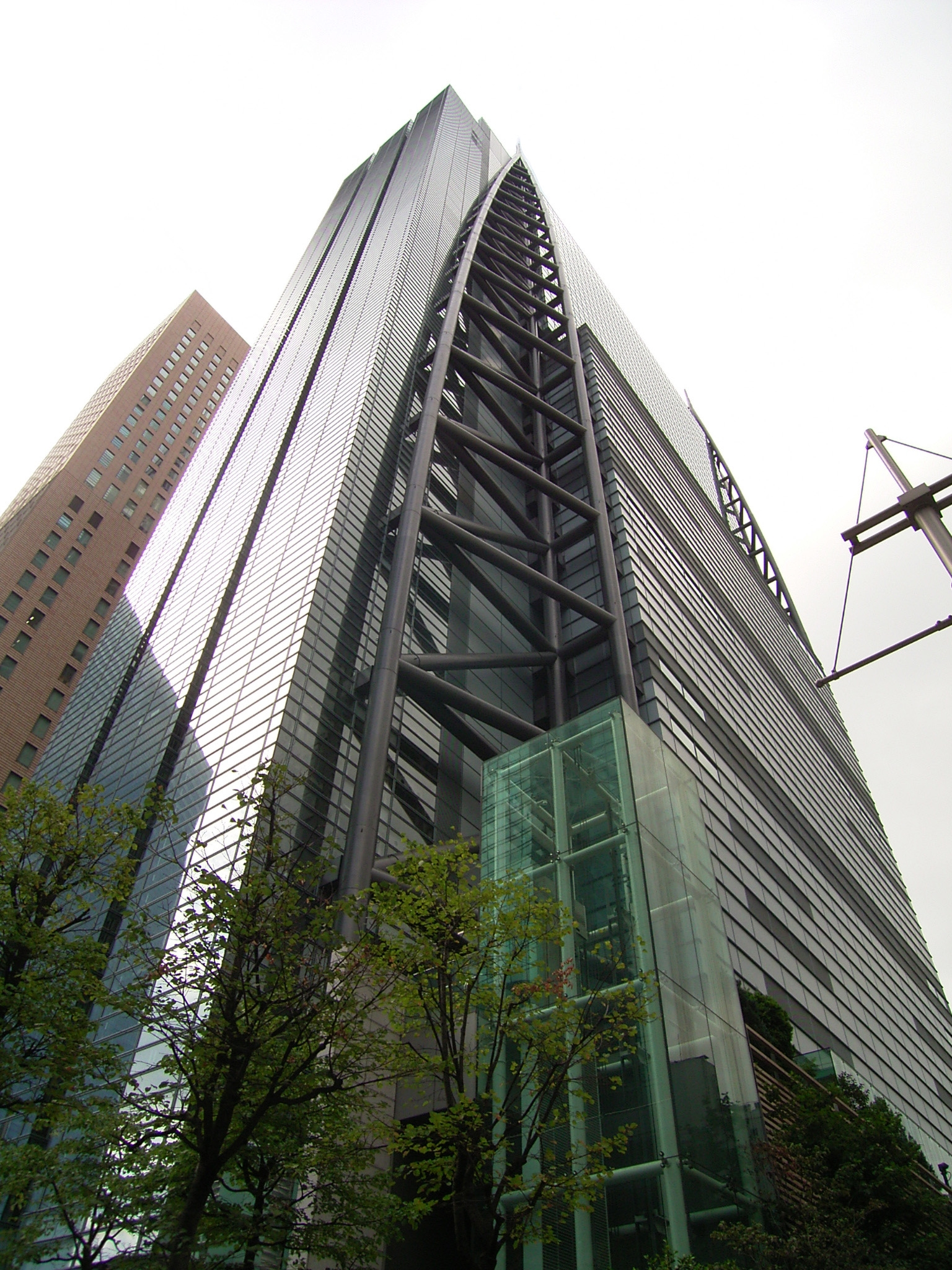
日本テレビタワー（新橋駅方向より）

- 東京都港区東新橋1丁目6-1 日本テレビタワー（通称：汐留）

麹町分室→番町スタジオ（旧本社）
- 東京都千代田区二番町14-5（通称：麹町）

生田スタジオ
- 神奈川県川崎市多摩区菅仙谷3丁目20-1

八王子支局（既に閉局、別地域に移転）
- 東京都八王子市本町24-8 読売八王子ビル

横浜支局
- 横浜市中区長者町5丁目85 三共横浜ビル（旧明治安田生命ラジオ日本ビル）4階

前橋支局
- 群馬県前橋市大手町3丁目7-1 読売新聞前橋支局

関西支社
- 大阪市北区堂島2丁目2-2 近鉄堂島ビル14階[注釈 48]

名古屋支局
- 名古屋市中区栄3丁目14-7 RICCO栄6階

那覇支局
- 沖縄県那覇市久茂地1丁目3-1 久茂地セントラルビル5階

## 日本国外の提携局
- アメリカ合衆国 NBC
- 韓国 SBS

## 設備

### 組織図
- 監査役協議会
- 取締役会
- ICT戦略本部
- グループ推進本部
- 社長室
- 総務局
- メディア戦略局
- 海外ビジネス推進室
- コンプライアンス推進室
- 人事局
- 経理局
- 営業局
- 事業局
- 編成局
- 情報・制作局
- スポーツ局
- 報道局
- 技術統活局

## スタジオ

### 汐留・日本テレビタワー

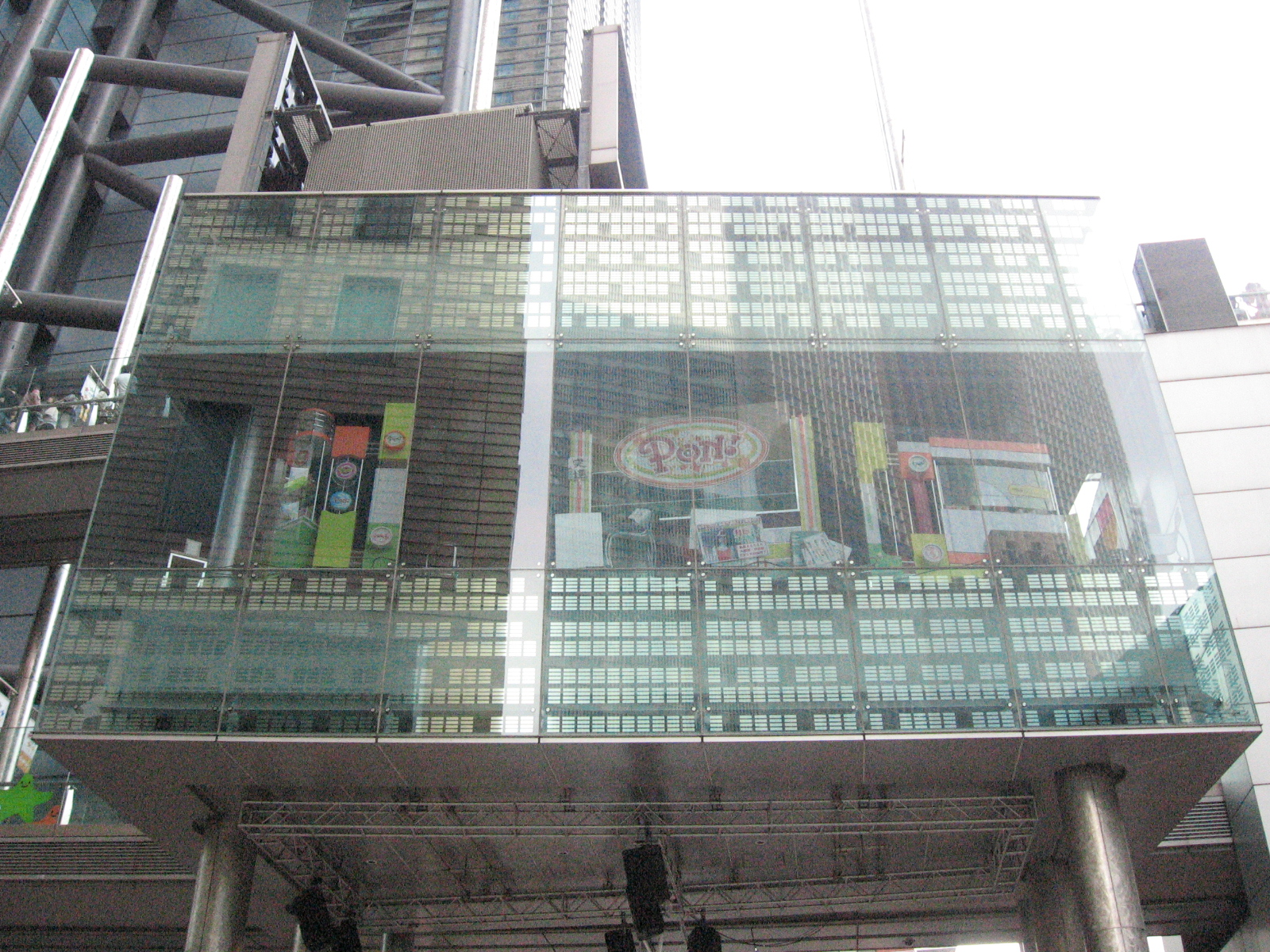
ゼロスタジオ

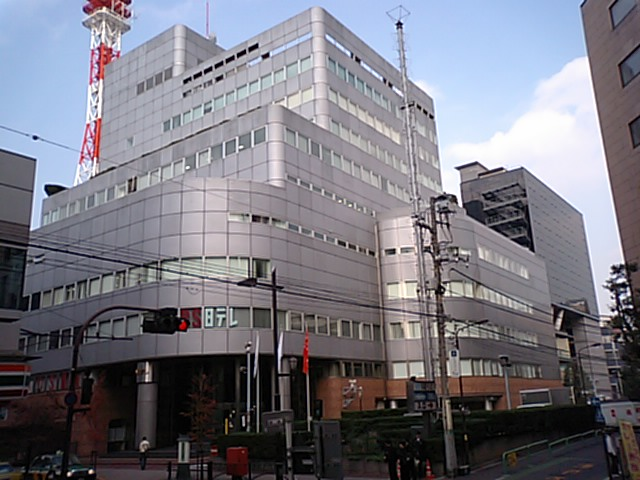
日本テレビ麹町分室（旧本社）

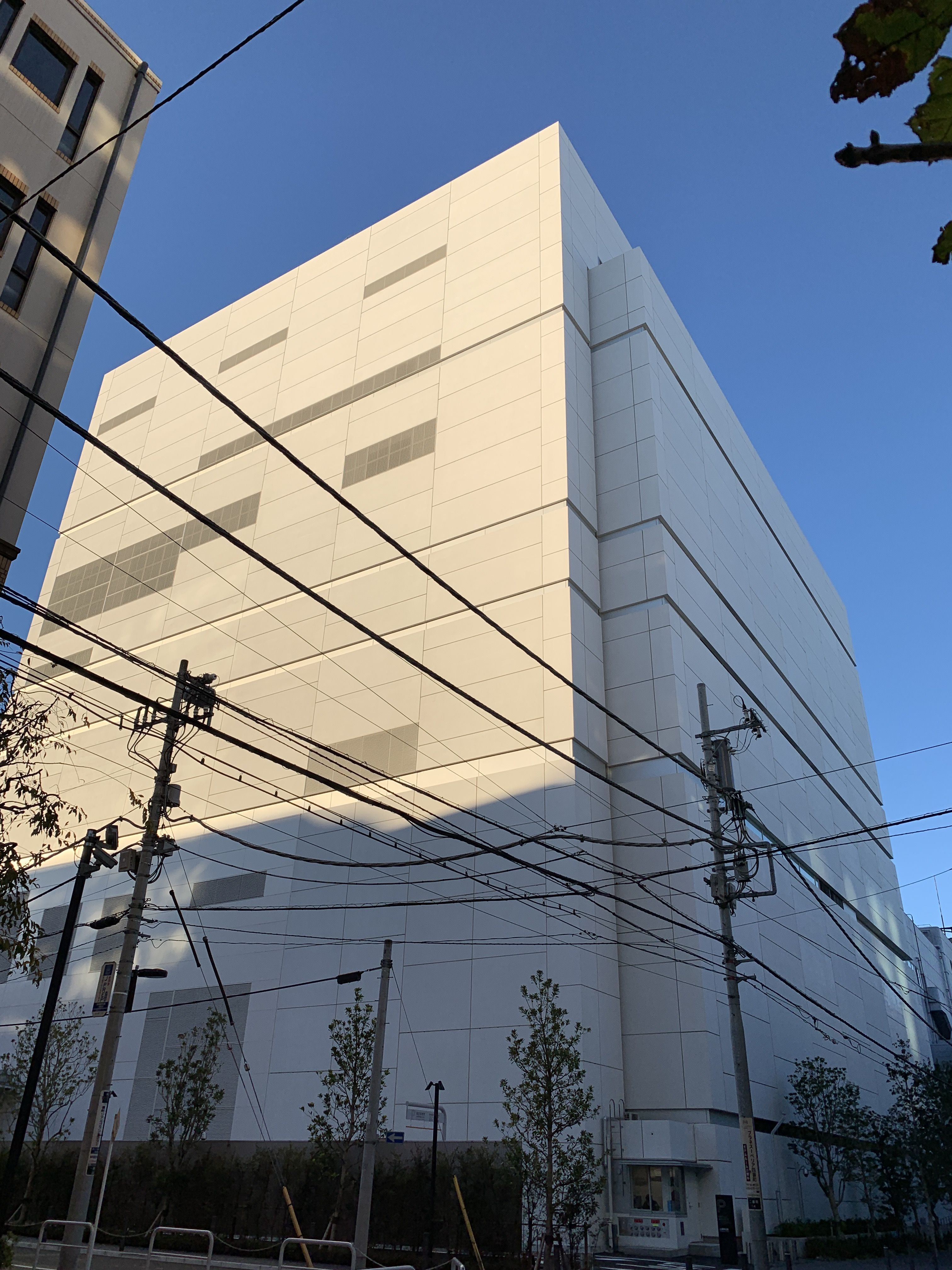
日本テレビ番町スタジオ

汐留の日本テレビタワーの本社スタジオ機能は2004年2月29日に稼働し、生放送の報道・情報番組と一部のバラエティ番組が制作されている。
以前は19階は日テレグループ各社や韓国SBSなど海外テレビ局の東京支局、20階から24階には一般企業が入居していたが、現在はすべて日本テレビグループの企業が入居している。20階には準キー局である読売テレビと系列局の南海放送の東京支社も入居している。
旧本社・南本館にあったマイスタジオの名称は汐留移転後も使用されている。
S1スタジオ（13階、211坪）
S2スタジオ（13階、138坪）
上記2スタジオはバラエティ・報道・情報番組番組向けの収録・生放送対応スタジオ。
S3スタジオ（9階、148坪）
S4スタジオ（9階、148坪）
上記2スタジオは報道・情報番組向けの生放送対応スタジオ。
NEWSスタジオ（5階、130坪）
隣接する報道フロアからも放送できる。
SVスタジオ（13階、71坪）
バーチャルスタジオとして使用される。
SKY1スタジオ（15階、31坪）
SKY2スタジオ（15階、31坪）
タワートップスタジオ（32階）
上記3スタジオは共に都心の眺望が特徴。
マイスタジオ（2階、92坪）
ゼロスタジオ（1階、22坪）
汐留AX（1階、旧・テレビバ）
上記3スタジオはオープンスタジオ。ゼロスタジオはサテライトスタジオでもある。

### 番町スタジオ
旧社屋である麹町ビルの老朽化が進んでいたため、4K放送などの新しい機能を備えたスタジオとして旧本社ビルの隣接地に建設された。地上11階、地下5階、高さ59.9m（鉄塔含む高さ99.9m）、延べ面積33,600㎡のテレビスタジオ。2016年2月着工、2018年8月竣工（全体の竣工は2020年12月）、2019年1月29日運用開始。名称は公募で選ばれた（住所の「二番町」が由来になっている）。
C1スタジオ（265坪）
C2スタジオ（265坪）
上記2スタジオは日本テレビでフロア面積最大のスタジオとなる。収録・生放送・4K放送対応。
C3スタジオ（124坪）
C4スタジオ（38坪）

### 生田スタジオ
スタジオ技術は子会社のNiTRo（旧NTV映像センター）が請け負っている。災害時の送出機能も備えている。
第1スタジオ（260坪）
第2スタジオ（200坪）
上記2スタジオはドラマ制作用スタジオ。
第3スタジオ（200坪）
バラエティ番組制作用スタジオ。

### 麹町分室
汐留・日本テレビタワーに本社が移転された後も、旧社屋は麹町分室「日テレ麹町ビル」として北本館にある2つのスタジオと南本館にある貸しスタジオに限り、引き続き使用していた。日本テレビで最大面積のGスタジオがあることから、主に観客入れや出演者が多い番組が収録されている。また制作部門の一部デスクは分室に留まった。
また、日本テレビグループ企業の本社が入居し、CS日本（以前はBS日テレも）の本社と送出マスターもここにあった。周辺には、バップなど日本テレビの子会社・関連会社が入居する別館群がある。旧西本館は一般テナントビルとして使用されていた。
麹町社屋は「西本館」、「南本館」、「北本館」、「カラーセンター」の4棟から成り立っており、カラーテレビ放送開始に伴い建設された「カラーセンター」が後に新築された南本館と合体化された。しかし旧「カラーセンター」棟は老朽化が激しく、棟内にあったHスタジオとJスタジオは本社移転を契機として使用を中止した。
2019年1月、北本館隣接地に新築された番町スタジオの運用開始に伴い使用を完全に終了。旧社屋は順次取り壊されている。
Kスタジオ（北本館5階、167坪）
バラエティ・音楽番組向けの収録スタジオ。
Gスタジオ（北本館1階、250坪）
バラエティ・音楽番組向けの収録・生放送対応スタジオ。
Vスタジオ（北本館5階、70坪）
当初はバーチャル専用スタジオとしてKスタジオの美術倉庫の一部を改装して作られた。本社機能が汐留に移転した後も主に小中規模の番組の収録で利用されていた。
STUDIO NiTRo CUBE（南本館4階、65坪）
NiTRoが運営する貸しスタジオ。バラエティ・通販番組向けの収録スタジオ。旧本社時代はEスタジオと呼ばれていた。

### 新社屋・旧社屋の扱いについて
2004年に日本テレビの本社機能はデジタル放送に対応するため、開局以来本社を置いていた千代田区二番町（通称：麹町）から港区東新橋（通称：汐留）に移転した。
しかし、移転後に本社機能・番組収録を全て旧社屋から新社屋にシフトしたTBSやフジテレビとは違い、日本テレビは麹町社屋がさほど老朽化していなかった事や、新社屋の敷地面積が他の在京民放の社屋より狭いことなどから、本社機能と報道・情報番組制作、一部のバラエティ番組制作が『日本テレビタワー』にシフトし、バラエティ番組の多くが汐留に本社を移した後も2019年1月まで『麹町分室』で制作されており、BS・CS放送の番組送出は麹町で行っていた。こうした機能分散の例はテレビ朝日六本木ヒルズ完成前の時代（アークヒルズのスタジオ建設や本社機能移転）などがある。
2019年1月に麹町分室北本館隣接地に新築された番町スタジオへとその機能が引き継がれたが、今後も麹町の地での番組制作を継続する。
『麹町分室』『番町スタジオ』ともに、番組収録については各副調整室でVTRなどに収録した上で編集作業などを行い放送されていたが、生番組について、『麹町分室』では『日本テレビタワー（以後「本社」と表記）』の主調整室と映像・音声や各種制御系回線が直接接続されていなかったため、本社内の副調整室（所謂「受けサブ」）を開き、そこで一旦回線を受けCM出しなど制御系の調整を行ってから主調整室へ送る必要があった。
それに対し『番町スタジオ』では館内に「回線室」を設け、各副調整室と本社主調整室の映像・音声や各種制御系回線を接続できるようにした。これにより本社側に副調整室（所謂「受けサブ」）を開かず、『番町スタジオ』内の設備のみで直接生放送ができるように改められた。
『麹町分室』時代は、BS・CSの主調整室（送出マスター）が分室に置かれていたため、本社で制作された番組を光回線で送り、分室から放送されていたが、その後本社内にBS・CSも統合した主調整設備が完成し運用開始したことにより、2021年時点では番町スタジオで制作された番組は地上波・BS・CSすべてが光回線で本社へ送られている。本社主調整室から地上波は東京スカイツリー（東京タワーは予備送信所）で関東一円へ、ネット向け回線で全国のネット局へ、さらにBS・CSはそれぞれの衛星へのアップリンク施設を通じ送られ、放送に至っている。
汐留・麹町間はスタッフ専用のシャトルバスで結ばれている（六本木再開発時代のテレビ朝日や、在京キー局以外ではUSJにスタジオを構えていた時代までの毎日放送も同様）。

## 視聴率
1955年5月から1963年1月までの各年最高世帯視聴率（全て東京地区・電通調べ）
| 年度 | 番組名                                      | 視聴率 |
| ---- | ------------------------------------------- | ------ |
| 1955 | フライ級 パスカル・ペレス×白井義男          | 96.1%  |
| 1956 | 映画 坊ちゃん記者                           | 72.3%  |
| 1957 | プロレスリング中継 ルー・テーズ×力道山      | 87.0%  |
| 1958 | プロ野球日本シリーズ 巨人×西鉄              | 66.4%  |
| 1959 | 三菱ダイヤモンド・アワー プロレスリング中継 | 72.0%  |
| 1960 | バンタム級 ホセ・ベセラ×米倉健志            | 78.7%  |
| 1961 | 三菱ダイヤモンド・アワー プロレスリング中継 | 63.0%  |
| 1962 | 三菱ダイヤモンド・アワー プロレスリング中継 | 63.9%  |
| 1963 | 三菱ダイヤモンド・アワー プロレスリング中継 | 43.6%  |

1962年12月3日から2024年12月31日までの各年最高世帯視聴率（全て関東地区・ビデオリサーチ調べ）
| 年度 | 番組名 | 放送日時                                              | 視聴率      |
| ---- | --- | ----------------------------------------------------- | ----------- |
| 1962 | 三菱ダイヤモンド・アワー プロレスリング中継 メーン・エベント60分3本勝負 ジェス・オルテガ、アート・マハリック×力道山、豊登                                                   | 12月7日（金）20:00 - 21:00                            | 44.8%       |
| 1963 | 三菱ダイヤモンド・アワー プロレスリング中継 WWA世界選手権試合無制限1本勝負 ザ・デストロイヤー×力道山                                                                        | 5月24日（金）20:00 - 21:00                            | 64.0%       |
| 1964 | 三菱ダイヤモンド・アワー プロレスリング中継 WWAヘビー級タイトルマッチ ザ･デストロイヤー×豊登                                                                                | 12月4日（金）20:00 - 20:56                            | 44.2%       |
| 1965 | 三菱ダイヤモンド・アワー プロレスリング中継 WWA世界選手権リターン・マッチ61分3本勝負 豊登×ザ･デストロイヤー                                                                 | 2月26日（金）20:00 - 21:16                            | 51.2%       |
| 1966 | ザ・ビートルズ日本公演 | 7月1日（金）21:00 - 22:00                             | 56.5%       |
| 1967 | 三菱ダイヤモンド・アワー プロレスリング中継 メーン・エベント ジャイアント馬場×ジェス・オルテガ アントニオ猪木、大木金太郎 ×アントニオ・プグリシー、チーフ・ホワイト・ウルフ | 9月8日（金）20:00 - 20:56                             | 36.9%       |
| 1968 | 世界J・ライト級タイトルマッチ 小林弘×レネ・バリエントス | 3月30日（土）21:30 - 22:56                            | 37.9%       |
| 1969 | サンデー・スペシャル 世界フェザー級タイトルマッチ 西城正三×ペドロ・ゴメス                                                                                                   | 2月9日（日）20:00 - 21:26                             | 40.8%       |
| 1970 | 世界フェザー級タイトルマッチ 西城正三×ゴトフリー・スチーブンス | 2月8日（日）21:00 - 22:26                             | 46.3%       |
| 1971 | 世界Jライト級タイトルマッチ 小林弘×リカルド・アルレドンド | 3月4日（木）20:00 - 21:26                             | 40.7%       |
| 1972 | 笑点 | 12月24日（日）17:20 - 18:00                           | 29.9%       |
| 1973 | 第4回輝け!日本歌謡大賞 | 11月20日（火）19:00 - 20:55                           | 47.4%       |
| 1974 | 笑点 | 10月27日（日）17:20 - 18:00                           | 36.1%       |
| 1975 | 木曜スペシャル 世界ライト級タイトルマッチ ガッツ石松×ケン・ブキャナン | 2月27日（木）19:30 - 20:55                            | 40.7%       |
| 1976 | 太陽にほえろ! | 9月3日（金）20:00 - 20:54                             | 37.0%       |
| 1977 | 輝け!!第8回日本歌謡大賞 | 11月17日（木）19:00 - 20:54                           | 46.3%       |
| 1978 | 太陽にほえろ! | 9月8日（金）20:00 - 20:54                             | 35.6%       |
| 1979 | 金曜劇場 熱中時代（第1シリーズ） 太陽にほえろ! | 3月30日（金）21:00 - 21:54 7月20日（金）20:00 - 20:54 | 40.0%       |
| 1980 | 水曜ロードショー 幸福の黄色いハンカチ | 4月16日（水）21:02 - 23:14                            | 37.3%       |
| 1981 | 水曜ロードショー 映画史上不滅の最高峰 JAWS ジョーズ | 9月30日（水）21:02 - 23:24                            | 37.7%       |
| 1982 | カネボウヒューマンスペシャル 大河の一滴 どう思われたっていい、これがまま母の愛です                                                                                          | 2月24日（水）21:02 - 22:54                            | 34.9%       |
| 1983 | '83プロ野球日本シリーズ 巨人×西武 第5戦 | 11月3日（木）12:50 - 16:45                            | 41.8%       |
| 1984 | 土曜ナイター 広島×巨人 | 4月28日（土）19:00 - 21:34                            | 35.5%       |
| 1985 | 日曜ナイター 巨人×阪神 | 5月19日（日）19:02 - 21:24                            | 30.0%       |
| 1986 | 完全生中継!! おめでとう 森進一・森昌子 結婚披露宴!! | 10月1日（水）19:00 - 20:54                            | 45.3%       |
| 1987 | 完全独占生中継 おめでとう!!渡辺徹・榊原郁恵 結婚披露宴!! | 10月14日（水）19:00 - 20:54                           | 40.1%       |
| 1988 | 日曜ナイター 巨人×大洋 | 6月5日（日）19:02 - 21:24                             | 31.4%       |
| 1989 | '89プロ野球日本シリーズ 近鉄×巨人 第7戦 | 10月29日（日）12:50 - 17:10                           | 39.8%       |
| 1990 | プロボクシング 世界ヘビー級タイトル戦 マイク・タイソン×ジェームス・ダグラス                                                                                                 | 2月11日（日）12:00 - 13:25                            | 38.3%       |
| 1991 | 衝撃ワイドショー スクープの決定的瞬間 | 10月11日（金）19:00 - 20:54                           | 28.1%       |
| 1992 | 水曜ナイター 巨人×阪神 | 9月23日（水）19:02 - 21:34                            | 29.9%       |
| 1993 | 火曜ナイター 巨人×広島 | 5月4日（火）19:02 - 20:59                             | 35.0%       |
| 1994 | 土曜グランド劇場 家なき子 最終回 '94プロ野球日本シリーズ 巨人×西武 第6戦 / 日本シリーズ表彰式                                                                               | 7月2日（土）21:00 - 21:54 10月29日（土）12:50 - 16:30 | 37.2%       |
| 1995 | 緊急スペシャル!! オウム真理教の世界戦略とサリン事件の謎 今夜真相に迫る | 4月17日（月）21:00 - 22:48                            | 36.4%       |
| 1996 | 日本シリーズ第2戦＆NNN総選挙スペシャル プロ野球 巨人×オリックス | 10月20日（日）18:25 - 21:39                           | 43.3%       |
| 1997 | プロ野球開幕戦ナイター 巨人×ヤクルト | 4月6日（日）19:00 - 22:34                             | 30.9%       |
| 1998 | 長野オリンピック 閉会式 | 2月22日（日）18:00 - 19:56                            | 30.8%       |
| 1999 | 金曜ロードショー もののけ姫 | 1月22日（金）21:03 - 23:44                            | 35.1%       |
| 2000 | '00プロ野球日本シリーズ 巨人×ダイエー 第6戦 | 10月28日（土）18:00 - 21:53 21:53 - 22:34             | 36.4% 29.6% |
| 2001 | 土曜ドラマ 明日があるさ | 4月21日（土）21:00 - 21:54                            | 29.0%       |
| 2002 | 2002FIFAワールドカップTM 準決勝 ドイツ×韓国 | 6月25日（火）20:00 - 22:45                            | 48.3%       |
| 2003 | 日本テレビ開局50年 金曜特別ロードショー 千と千尋の神隠し | 1月24日（金）20:30 - 23:09                            | 46.9%       |
| 2004 | 金曜特別ロードショー 第2部 ハリー・ポッターと賢者の石 | 6月25日（金）20:10 - 23:09                            | 30.8%       |
| 2005 | 土曜ドラマ ごくせん（第2シリーズ） 最終回 | 3月19日（土）21:00 - 22:24                            | 32.5%       |
| 2006 | 2006 World Baseball Classic 決勝 日本×キューバ | 3月21日（火）10:45 - 15:15                            | 43.4%       |
| 2007 | 行列のできる法律相談所 | 8月19日（日）21:00 - 21:54                            | 35.3%       |
| 2008 | 24時間テレビ 愛は地球を救う31 PART10 | 8月31日（日）19:00 - 20:54                            | 30.2%       |
| 2009 | 24時間テレビ 愛は地球を救う32 PART11 | 8月30日（日）20:05 - 21:00                            | 31.1%       |
| 2010 | 2010FIFAワールドカップTM 日本×デンマーク | 6月24日（木）27:00 - 29:00 6月25日（金）5:00 - 5:40   | 30.5% 40.9% |
| 2011 | 水曜ドラマ 家政婦のミタ 最終回 | 12月21日（水）22:00 - 23:09                           | 40.0%       |
| 2012 | ★SAPPORO新春スポーツスペシャル 第88回東京箱根間往復大学駅伝競走 復路（第2部）                                                                                               | 1月3日（火）7:50 - 14:18                              | 28.5%       |
| 2013 | 24時間テレビ 愛は地球を救う36 PART10 | 8月25日（日）19:00 - 20:54                            | 30.5%       |
| 2014 | 2014FIFAワールドカップTM 日本×ギリシャ | 6月20日（金）6:40 - 9:15                              | 33.6%       |
| 2015 | ★SAPPORO新春スポーツスペシャル 第91回東京箱根間往復大学駅伝競走 復路（第2部）                                                                                               | 1月3日（土）7:50 - 14:18                              | 28.3%       |
| 2016 | 笑点 | 5月29日（日）17:30 - 18:00                            | 28.1%       |
| 2017 | ★SAPPORO新春スポーツスペシャル 第93回東京箱根間往復大学駅伝競走 復路（第2部） 24時間テレビ 愛は地球を救う40 PART10                                                          | 1月3日（火）7:50 - 14:18 8月27日（日）19:00 - 20:54   | 28.4%       |
| 2018 | 2018FIFAワールドカップ 日本×セネガル | 6月24日（日）23:40 - 26:10                            | 30.9%       |
| 2019 | ラグビーワールドカップ2019日本大会 日本×スコットランド | 10月13日（日）19:30 - 21:54                           | 39.2%       |
| 2020 | ★SAPPORO新春スポーツスペシャル 第96回東京箱根間往復大学駅伝競走 復路（第2部）                                                                                               | 1月3日（金）7:50 - 14:18                              | 28.6%       |
| 2021 | ★SAPPORO新春スポーツスペシャル 第97回東京箱根間往復大学駅伝競走 復路（第2部）                                                                                               | 1月3日（日）7:50 - 14:18                              | 33.7%       |
| 2022 | ★SAPPORO新春スポーツスペシャル 第98回東京箱根間往復大学駅伝競走 復路（第2部）                                                                                               | 1月3日（月）7:50 - 14:18                              | 28.4%       |
| 2023 | ★SAPPORO新春スポーツスペシャル 第99回東京箱根間往復大学駅伝競走 復路（第2部）                                                                                               | 1月3日（火）7:50 - 14:18                              | 29.6%       |
| 2024 | ★SAPPORO新春スポーツスペシャル 第100回東京箱根間往復大学駅伝競走 復路（第2部）                                                                                              | 1月3日（水）7:50 - 14:18                              | 28.3%       |

## 番組編成
ワイドショー・情報番組が多く制作されており、ノンプライム帯に占める生放送の割合が高い。現在、月曜日 - 木曜日は午前4時30分から午後7時まで一部のミニ番組を除き生放送番組が連なっている（読売テレビ制作の『情報ライブ ミヤネ屋』を含む）。この分野を得意としている日本テレビはゴールデンタイム・プライムタイム・全日に加え、ノンプライムも視聴率の1つの区分として重要視している。

### スポーツ中継
巨人戦のプロ野球中継は開局当時から「ドル箱番組」として日本テレビの番組編成の中心となっていたが、2002年を境に視聴率低迷が続き、2006年には年間平均視聴率が1桁を記録。これにより視聴率とスポンサーの点で特に大きく依存してきた日本テレビは大きなダメージを受けた。その後はゴールデンタイムのレギュラー番組を優先する編成方針から、東京ドームの巨人主催試合の放映権をNHKや他局に譲渡、あるいはBS日テレへ移行させるなどした結果、2009年以降の巨人戦の地上波中継は年間20試合前後にまで削減された。中継は週末デーゲームが中心で、ナイター中継は年間5試合程度となっている。
メジャーリーグベースボール（MLB）については放映権料の高騰を理由として、代理店との間で放映権の契約を交わしていないため、原則として、2009年から同リーグの中継を行っていない。また、同年から2022年シーズンまで、同リーグの試合映像の配信も受けていなかったため、日本テレビ系列のニュース・情報番組でMLB関連の話題を報じる際は現地の新聞社や通信社などから提供を受けた写真（静止画）を使用していた。なお、同年以降もMLBの公式戦を日本の東京ドームにて行う際はMLBとの間で個別に放映権を購入した上で生中継を行っている。
野球以外では1987年から箱根駅伝の中継権を獲得し、『新春スポーツスペシャル箱根駅伝』として完全中継を実施しており、毎年20％以上の高視聴率を記録する正月の人気番組となっている。サッカーは『全国高校サッカー選手権』の幹事局であり、系列局29社およびTOKYO MXを除く全国独立放送協議会12社・宮崎放送（JNN）・沖縄テレビ（FNS）と中継の共同制作を行っている。Jリーグ中継は、2009年まで当時親会社となっていたヴェルディ川崎→東京ヴェルディの主催試合を深夜枠中心に放送した。
過去には開局当初から日本プロレスの試合中継である『三菱ダイヤモンドアワー・日本プロレス中継』を編成して人気を博し、1972年に『全日本プロレス中継』に移行したが2000年で終了。その後は『プロレスリング・ノア中継』に移行したが、視聴率低迷を受けて2009年3月末を以て終了、以降地上波でのプロレス中継は行われていない。
他のキー局に比べて国際試合の中継数は少なく、ジャパンコンソーシアムが放映権を保有している国際大会を除き、2022年現在放映権を保有している大会はFIFAクラブワールドカップ（2005年大会から）、ラグビーワールドカップ（2007年の第6回大会以降）とFIBAバスケットボール・ワールドカップ（2023年開催予定の第19回大会）のみである。かつては世界陸上やワールド・ベースボール・クラシックの中継も実施していたが、いずれも他局に譲る形で撤退している。

### バラエティ番組
1960年代から1970年代に掛けて『光子の窓』『シャボン玉ホリデー』『巨泉・前武ゲバゲバ90分!』などの名番組を制作。1980年代には『久米宏のTVスクランブル』や『天才・たけしの元気が出るテレビ!!』といった話題作はあったものの、全体的には視聴率も低迷。1990年代以降は『クイズ世界はSHOW by ショーバイ!!』『マジカル頭脳パワー!!』や土屋敏男演出番組（『電波少年シリーズ』『ウッチャンナンチャンのウリナリ!!』）が人気を博し、その勢いを取り戻した。一時期までは『ロンパールーム』や『カリキュラマシーン』などの教育番組にも取り組んでおり、2021年現在は『所さんの目がテン!』が制作・継続されている。1966年5月15日から放送されている『笑点』はバラエティ番組全体では毎日放送（MBS）の「よしもと新喜劇」に次ぐ放送期間の長さで、且つ全国ネットで放送されるバラエティ・お笑い番組ではギネス世界記録を持つ長寿番組であり、現在も視聴率15%前後を叩き出す人気を誇るなど、フジテレビの「サザエさん」「ちびまる子ちゃん」と並ぶ日曜夕方の象徴として親しまれている。
他局と比較してゴールデンタイム・プライムタイムで放送されているバラエティ番組の本数が非常に多い。2025年現在、月・火・木曜の20時台で放送されているバラエティ番組は全て放送開始から20年を越す長寿番組となっている。日曜日に至っては15年以上続く長寿番組が集中していており、特に2007年の「イッテQ!」がゴールデンタイムに進出してから2025年に「行列のできる相談所」が終了するまで「笑点」から「おしゃれ」シリーズの番組編成が18年間続いていた。また、一部のバラエティ番組は情報エンターテインメント局で制作されている。
番組の開始時間を00分の定時ではなく、55分や57分などのいわゆるフライングスタートをキー局でいち早く導入した局である。

### ドラマ
開局当初の麹町旧本社屋はドラマ撮影に対応可能な広いセット設備を持たなかったことから、ドラマ製作にあたっては日活や大映など各映画会社の撮影所を使用し、フィルム撮影によるテレビ映画の製作に力を入れていた。この制作方針は、自局製作によるスタジオドラマを得意としていたライバル局のTBSとは対照的なものであった。とりわけ国内の映画産業が斜陽化した1970年代から1990年代初頭にかけては東宝や石原プロモーションなど外部の映画製作プロと提携し、現代劇では『青春とはなんだ』『おひかえあそばせ』『傷だらけの天使』『俺たちの旅』『大都会』『刑事貴族』、時代劇では『伝七捕物帳』『子連れ狼』『新五捕物帳』『桃太郎侍』『長七郎江戸日記』などを放送。特に刑事ドラマはその国産第1号とされる『ダイヤル110番』以来同局の十八番と言われ、1972年にスタートした『太陽にほえろ!』は最高視聴率42.5%（ニールセン調べ）を記録、レギュラー放送期間も15年近くに及ぶ人気番組となった。1980年代後半には『あぶない刑事』がヒットし、令和以降も断続的ながらスタート当初のキャストのままでシリーズ展開が行われるなど、世界的にも類を見ない長寿コンテンツとなっている。
生田スタジオの運用開始以降は自局製作による一般ドラマも積極的に手掛け、『前略おふくろ様』『熱中時代』『天まであがれ!』『妻たちの課外授業』『家なき子』『金田一少年の事件簿』などをヒットさせている。この他、『二丁目の未亡人は、やせダンプといわれる凄い子連れママ』に始まる「長いタイトルシリーズ」などのユニークな試みも行っており、『七丁目の街角で、家出娘と下駄バキ野郎の奇妙な恋が芽生えた』は日本のテレビ番組史上最も長いタイトルとされている。
現在、プライムタイムで放送されている全国ネットの連続ドラマ枠は『水曜ドラマ』・『土ドラ10』・『日曜ドラマ』の3本。これは他局並みの数だが、『ごくせん』『家政婦のミタ』『あなたの番です』などヒット作も数多い。『水曜ドラマ』、『土ドラ9』は女性層、『土ドラ10』はファミリー層、もしくはティーンエイジ層を意識した作品を放送している。『日曜ドラマ』は「大人の男性も楽しめて、月曜日へ弾みになるドラマ」をコンセプトとして近年では1年に1本必ず学園ドラマ（それも多くが高校が舞台のものである。）が編成されている。2017年度以降は3枠とも開始時間が22時以降となっており、全国ネットでは最も遅い編成を組んでいる。また、キー局では唯一、21世紀以降に20時台にテレビドラマ枠を編成したことがない。そして、2024年春改編で土曜21時枠にドラマ枠『土ドラ9』を新設し、土曜22時台の『土曜ドラマ』は『土ドラ10』に改名され、日本テレビの土曜日で2時間連続のテレビドラマ枠が組み込まれることとなる。
なお、上記に挙げられている現在放送中のプライムタイムの連続ドラマ枠では、すべてステレオ放送、文字多重放送、連動データ放送を実施しているほか、2017年10月期以降に放送される作品にはそれらに加え、解説放送も随時実施している。更に、2019年度以降に放送される作品は原則として初回・最終回などの放送時間拡大を廃止し、通常放送時と同様の放送時間になっている。
また2018年から断続的に『ZIP!』内で連続短編ドラマを展開するなど、放送枠の概念を超えた試みを積極的に行っている。

### アニメ・特撮
トムス・エンタテインメント（旧：東京ムービー）との繋がりが強く、自社製作では『ルパン三世』シリーズ、『それいけ!アンパンマン』、読売テレビ製作では『名探偵コナン』などを放送。また、スタジオジブリ制作のアニメーション映画作品にも参加するなど、アニメ史上重要な映画作品を多数製作している。1973年には『ドラえもん』を現在放送中のテレビ朝日版に先駆けてアニメ化している。特撮番組は円谷プロダクションの初期の代表作のひとつである『快獣ブースカ』をはじめとして、『ファイヤーマン』『流星人間ゾーン』『スーパーロボット レッドバロン』『星雲仮面マシンマン』『電脳警察サイバーコップ』などを放送。1978年には開局25周年記念作品として製作された『西遊記』がヒットした。
1980年代～1990年代前半は日曜午前や平日夕方に数多くの自社制作の30分連続テレビアニメ枠が存在していたが、2022年現在は、自社製作の30分連続テレビアニメ枠は金曜午前に『それいけ!アンパンマン』を持つほか、『金曜ロードショー』でも長編アニメを放送する。
この他、いわゆる「深夜アニメ」もキー局としては黎明期から積極的に放送しているが、他キー局と比べて時おり休止したり、放送曜日の変動が激しい傾向がある（詳細は「日本テレビの深夜アニメ枠の項」を参照）。一部の深夜アニメ作品についてはHuluで日テレでの本放送より早く配信を行っている。
子会社としてアニメ制作会社・マッドハウスやタツノコプロを保有しているため、この2社が作った深夜アニメを放送する事も多い。

### 系列局の制作番組
他系列に比べ、系列局が全国ネットの番組を制作する機会が多い。
現在、読売テレビは土曜日17時台後半のアニメ、『名探偵コナン』（土曜日18時台）、『秘密のケンミンSHOW→秘密のケンミンSHOW極』（木曜日21時台）、『ダウンタウンDX』（木曜日22時台）、『木曜ドラマ→木曜ドラマF→モクドラF→木曜ドラマ』（金曜日0時台〈木曜日深夜〉）、2020年以降の一部の『日曜ドラマ』（日曜日22時台後半～23時台前半）、『情報ライブ ミヤネ屋』（月 - 金曜日14時・15時台）、『ウェークアップ』（土曜日8時台・9時台前半）、『遠くへ行きたい』を制作している。中京テレビは『ヒューマングルメンタリー オモウマい店』（火曜19時台）、『こどもディレクター』・『お笑い4コマパーティー ロロロロ』（木曜日0時台〈水曜日深夜〉）、『オードリーさん、ぜひ会ってほしい人がいるんです。』を制作している。
かつては深夜のバラエティー枠『ZZZ』を系列局に開放し、札幌テレビ（『爆笑問題のススメ』など）、山口放送（『三宅裕司のドシロウト』など）、テレビ岩手（『フライデーナイトはお願い!モーニング』）、広島テレビ（『松本紳助』など）、福岡放送（『新型テレビ』など）が制作に参加した。
また、1970年代には基幹局以外でも北日本放送がゴールデンタイムのテレビドラマ『ゲンコツの海』を、山梨放送がプライムタイムのバラエティ番組『田宮二郎ショー プラザ47』を制作した。
夏期・冬期には『土曜パラダイス』などの放送枠で各系列局制作の全国ネット番組が相次いで放送される。年に1・2回のペースで全国ネットの単発番組を制作している系列局も多い。

## 制作局
2011年7月に発足した部署。2006年に従来の編成本部が制作局と名称を変え、その中の部署も一新された。実質、その編成本部の前の編成局が復活したようなもの。新しい部署として、「ドラマ制作部」、「CP班グループ」、「業務部」が作られた。また、新たに「スポーツ・情報局」が発足し、スポーツ番組や情報番組はこのスポーツ・情報局の担当となった。2009年7月の組織改正により制作局が廃止され、バラエティー局とドラマ局に分割されたが、2011年7月の組織改正で再び統合され、制作局の下にバラエティーセンターとドラマセンターが置かれた。さらに2012年6月からはバラエティーセンターとドラマセンターが廃止され制作局に移管した。
具体的に制作されている番組の種類は次の通り。
- バラエティ番組 - 『ヒルナンデス!』、『世界まる見え!テレビ特捜部』、『踊る!さんま御殿!!』、『ぐるナイ』、『笑点』、『世界の果てまでイッテQ!』、『ダウンタウンのガキの使いやあらへんで!』、『ザ!鉄腕!DASH!!』など
- クイズ番組 - 『THE突破ファイル』など
- 音楽番組 - 『バズリズム』、『日テレ系音楽の祭典 ベストアーティスト』、『THE MUSIC DAY』など
- ドラマ - 『土ドラ9』、『土ドラ10』、『日曜ドラマ』など
- アニメ - 『ルパン三世シリーズ』、『それいけ!アンパンマン』など
- ミニ番組
- 読売新聞制作番組
- スペシャル番組 - 『24時間テレビ 「愛は地球を救う」』、『欽ちゃん&香取慎吾の全日本仮装大賞』など

その他、日本テレビ制作局制作番組の分野別一覧も参照。

## 情報カルチャー局・スポーツ局
制作局と共に2006年に「スポーツ・情報局」として発足した部署。従来の編成本部の制作していたスポーツ番組や情報番組がこの部署の制作担当となった。その後、2007年7月の組織改正により、情報エンターテインメント局とスポーツ局に分割された。スポーツ局には「CP班グループ」と「スポーツ企画推進部」、情報エンターテインメント局には「CP班グループ」がそれぞれ作られた。
2012年12月より情報エンターテインメント局は情報カルチャー局に改称された。
具体的な制作番組は以下の通り。
- 情報番組 - 『ZIP!』、『DayDay.』、『シューイチ』など
- バラエティ番組 - 『ザ!世界仰天ニュース』など
- クイズ番組 - 『全国高等学校クイズ選手権』など
- 料理番組 - 『キユーピー3分クッキング』など
- 教養番組 - 『所さんの目がテン!』
- 紀行番組 - 『ぶらり途中下車の旅』
- スペシャル番組 - 『はじめてのおつかい』、『7男2女11人の大家族石田さんチが大騒ぎ!』など
- スポーツ番組 - 『Going!Sports&News』、『DRAMATIC BASEBALL』、『箱根駅伝』、『ゴルフ日本シリーズ』、『全国高校サッカー選手権』、『東京マラソン』（隔年）、『ワールドプレミアムボクシング』など
- その他スポーツ、情報番組のスペシャル番組。

その他、日本テレビ・スポーツ・情報局制作番組の分野別一覧も参照。

## 報道局
報道局は、政治部・経済部・社会部・国際部・映像取材部・総合ニュースセンター・ライブソリューション部・NNN事務局・解説委員会・業務改革推進部・報道審査委員会の11部署からなり、汐留・日テレタワー5階の報道局を中心に業務を行っている（報道フロア 340坪）。2012年6月1日付の組織改正で、民放では珍しい生活文化部が設置されていた。
海外の放送局を模して、レールカメラを配置した報道フロアをはじめ、パーマネントセットを配置した放送スタジオも完備している。CS放送・日テレNEWS24（旧NNN24）のスタジオもここにある。この報道局内設備もすべてHDに対応している。ニュース映像素材は最近ではHDカメラによる取材や現場からの中継も行っており、民放キー局としては報道取材におけるHDの導入が早く、今では日本テレビの放送エリア内の取材は、ほぼ全面的にHD化されている。
地方局が取材したニュースについては取材した系列局のテロップを「NNN」と併記して表示する（連名で表示する場合もある）。重大な事件・大規模な事故・災害の取材の際、地元局以外の系列局の支援を受け共同取材する場合や、高校野球等系列各局が集結して取材を行う場合は「NNN取材団」と表示する。この表示は地上波放送各種ニュース番組・日テレNEWS24ともにおこなわれている。
報道スタジオは5階報道局に隣接して置かれ、サブは3つある。主にNEWS1サブでは地上波、NEWS2サブは日テレNEWS24で使用される。この他に素材収録用の簡易サブもある。
ニュース映像の収録・編集は4階のCVセンター、テロップ・CGなどの制作は4階のテロップセンターで行われている。
NNN系列各局や海外メディア配信へのニュース配信を行う「ニュースチャンネル」が6階にあり、ニュース配信を行う送出設備のほかVTR編集室・カメラ1台の顔出し設備がある。
具体的に制作されている番組の種類は次の通り。
- 報道番組 - 『Oha!4 NEWS LIVE』[注釈 58]、『NNNストレイトニュース』[注釈 59]、『news every.』、『news zero』、『真相報道 バンキシャ!』、『皇室日記』、『ZERO×選挙』など
- ドキュメント番組 - 『NNNドキュメント』など

その他、日本テレビ・報道局制作番組の分野別一覧も参照。

## 役員・社員
現在
- 清水潔 - 新潮社記者を経て入社。写真週刊誌『FOCUS』記者時代の1999年、「桶川ストーカー殺人事件」における一連の警察不祥事をスクープ。
- 成田真由美 - パラリンピック競泳選手。1996年に嘱託社員として入社。

過去
- 青山和弘 - 政治部記者、NNNワシントン支局長、解説委員等を歴任。退社後は政治ジャーナリスト。
- 石原伸晃 - 報道局記者として大蔵省や外務省、首相官邸等を担当。1990年から2021年まで自民党衆議院議員（10期）。
- 片岡英彦 - 報道記者、報道番組ディレクター、広報局番組事業宣伝部。退社後は民間企業勤務を経て、企画家、コミュニケーション・戦略PRプロデューサー、コラムニスト等として活動。
- 川端裕人 - 記者として南極海調査捕鯨船に同乗取材した記録を出版したことがきっかけで作家に転身した。
- 岸田雪子 - 報道デスクニュースキャスター、記者（社会部・政治部）、解説委員等を歴任。退社後はジャーナリスト。
- 國弘正雄 - 解説委員待遇で報道番組、討論番組の司会を担当。翻訳者、同時通訳者、日本社会党→新党護憲リベラル参議院議員（1期）。
- 菅賢治 - 『ダウンタウンのガキの使いやあらへんで!!』のプロデューサー（通称「ガースー」）。退社後もテレビプロデューサーとして活動。
- 真山勇一 - 報道記者、ニュースキャスター、報道局解説委員長を歴任。退社後は調布市議会議員（1期）、参議院議員（2期）を務めた[注釈 60]。
- 丸岡いずみ - 北海道文化放送アナウンサーを経て、入社後は報道記者、ニュースキャスターを務めた。退社後はフリーアナウンサー、タレントとして活動。
- 水島宏明 - 札幌テレビ放送社員時代、NNN海外特派員に。入社後は『NNNドキュメント』チーフディレクター、解説委員を務めた。用語「ネットカフェ難民」の考案者。上智大学文学部新聞学科教授に就任。
- 森川亮 - LINE代表取締役社長、C Channel株式会社代表取締役社長らを歴任。
- 森澤恭子 - 報道記者として2004年アメリカ合衆国大統領選挙などを取材。退職後に森ビル社員などを経て東京都議会議員を務めた後、2022年に東京都品川区長に当選し、就任。
- 矢追純一 - 超常現象・オカルト番組ディレクター。退社後は疑似科学・UFO評論家として活動。

## イベント
日本テレビでは以下のように、汐留「日テレプラザ」（日テレタワー敷地内）および周辺にて年数回開催される総合イベントをはじめ、『ズームイン!!SUPER』などの番組主体のイベントも開催しているほか、ミュージカルや美術展などにも力を入れている。
また、ラジオ日本で放送している日本テレビ提供の番組『坂上みきのエンタメgo!go!』でもイベント情報を紹介している。

### 総合イベント
毎年開催されているイベント
- 超☆汐留パラダイス!
毎年7月に日テレプラザで開催するイベント。2015年 - 。

過去に開催されたイベント
- GO!SHIODOME X'mas
「冬の汐博」の前身。2004年 - 2009年。
- GO!SHIODOME お正月
2004年 - 2006年の12月末 - 1月初めに日テレプラザで開催されたイベント。
- 世界縁起のいいもの博覧会（2004年12月26日 - 2005年1月6日）
ごくせん神社、移動屋台が展示された。
- 春の日テレ祭 おフランスざ〜んす!（2005年3月19日 - 4月3日）
スピードガンチャレンジや瑠璃のいえ、『歌スタ!!』の公開オーディションなどのイベントが開催された。
- 日テレ系ecoウィーク（2004年 - 2012年）
毎年6月5日の世界環境デーを含む1週間に開催されたイベント。2004年 - 2009年、2012年は日テレプラザおよび周辺、2010年・2011年はSHIBUYA-AXで開催。
- 7daysチャレンジTV
6月上旬に日テレプラザで1週間開催されたイベント。2013年 - 2014年。
- 日テレ黄金週間
毎年ゴールデンウイーク（4月下旬 - 5月上旬）に日テレプラザおよび周辺で開催されたイベント。2005年 - 2014年。
- GO!SHIODOMEジャンボリー
毎年夏（7月中旬 - 8月）に日テレプラザおよび周辺で開催されたイベント。2004年 - 2009年。
- 汐博
毎年夏（7月中旬 - 8月）に日テレプラザおよび周辺で開催されたイベント。2010年 - 2014年。
- 冬の汐博
毎年12月に日テレプラザで開催されたイベント。2010年 - 2014年。
- 聖☆汐留パラダイス!
2015年12月に日テレプラザで開催されたイベント。

### その他の主催イベント
- シューイチ 全国うまいもの博（不定期、日本各地の百貨店で開催、冠の番組名はズームイン!!SUPER→ズームイン!!サタデーから引き継ぎ）
- 丸美屋食品ミュージカル『アニー』（1986年 - ）
- ディズニー・オン・アイス（毎年夏から秋にかけて全国で開催）
- 日テレRESORT＠seazoo

毎年7月 - 8月に逗子海岸にオープンする海の家。期間中は日本テレビの各番組内でロケや中継が行われる。
- 汐留AXライブイベント
- その他、東京都現代美術館や横浜美術館などで、日本テレビ主催の美術展が多数開催されている。過去には関東地区で開催される『トミカ博』の主催も担当したことがある。

## 歴代のキャッチコピー
- お茶の間のスター 日本テレビ（1970年代）
- 1.2.3（ワン・ツー・スリー）!4（ヨン）チャンネルで楽しさ満開（1982年4月）
- 読んでみる。4でみる。（1982年10月）
- おもしろまじめに4チャンネル（1983年2月 - 1985年6月、小林完吾・徳光和夫）
- 活火山です。4チャンネル（1985年7月 - 1986年2月、三宅裕司）
- 元気が大好き4チャンネル（1986年2月 - 4月）
- わたしの好奇心4チャンネル（1987年4月 - 9月）
- この春、プラス1（1988年4月）
- ロマンリッチ4チャンネル（1988年10月 - 1989年9月）
- 土、迫力。4チャンネル（1989年10月）
- 3.14倍（当社比）の春です。（1990年3月、中畑清）
- 一秒ごとに、新製品です。（1990年4月）
- ハートフルコミュニケーション。（1990年10月 - 1992年8月）
- みんなのなかに、私はいます。（1992年8月 - 1993年12月、開局40周年）[注釈 61]
- Virginから始めよう。（1994年1月 - 1995年3月）
- それって、日テレ。（1995年4月 - 1996年7月）、この頃から日テレのキャッチフレーズを使うようになり、2003年6月末からCIロゴとして正式に使うようになった[注釈 62]。
- そんなあなたも、日テレちゃん。（1996年8月 - 1997年7月）
- 日テレちゃんパワー（1997年8月 - 12月）
- 日テレ営業中（1998年1月 - 1999年8月）[注釈 63]
- 日テレ式（1999年9月 - 2001年3月）
- 日テレブランド?（2001年4月 - 2003年6月）
- 日テレ（2003年7月 - 2004年1月）
- &日テレ（2004年2月 - 2006年3月）
- 放送の情報だけ、番組のカタチがある「日テレ」（2006年4月 - 9月）
- 日テレちん（2006年10月 - 2009年3月）
- 日テレ55（GoGo）（2008年1月 - 2009年3月、開局55周年）
- NITTELE SPRING（2009年4月1日 - 4月30日）
- 日テレダベア（NITTELE DA BEAR）（2009年5月 - 2012年12月）
- 0テレ Go!Next 60（2013年1月 - 12月、開局60周年）
- 見たい、が世界を変えていく。（2014年1月 - 2022年12月）
- 4月は0テレ系変〜わるよん!（2022年4月）
- 超える。超え続ける。（2023年1月 - 12月、開局70周年）
- 心と未来に、のこるもの。（2024年1月 - ）

## ロゴマーク

### シンボルマーク・社章

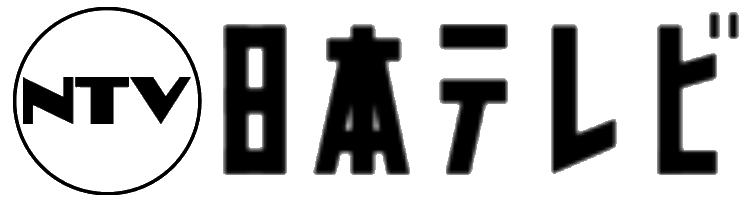
｢NTV｣ロゴを丸い線で囲った物に日本テレビの初代ロゴ。
1978年制定・使用開始の統一シンボルマーク。

- かつては、｢NTV｣ロゴを、真丸な線で囲ったものが使われていた。
- 1978年1月の制定時から使用されているシンボルマークは、現在も単体で、社債のみに使われている。

### 製作著作クレジット
- 1953年
  - 8月28日 - 「日本テレビ」ロゴのみの表記。
- 1978年
  - 1月 - 統一シンボルマーク・社章制定を機に、「 日本テレビ」に変更。1992年10月頃まで使われていた。単独制作クレジット表記にあたっては、1985年頃からこれまでの「製作」クレジット表記から「製作著作」クレジット表記に変更。
- 1992年
  - 11月頃 - 開局40周年を機に、「（なんだろう) 日本テレビ」に変更。
- 2003年
  - 7月 - CI導入に伴い、ロゴマークを「」に一新。
- 2008年
  - 1月1日 - 開局55周年を機に、「日テレ55」に変更。2009年3月まで使われた。
- 2013年
  - 1月1日 - 開局60周年を機に「0テレ」の下側に｢Go! Next 60｣に変更。12月8日まで使われており、12月9日以降は｢0テレ｣のみが残る。
- 2018年
  - 1月1日 - 開局65周年を機に、｢0テレ｣下側に｢65th Anniversary｣に変更。2018年12月31日まで使われていた。
- 2023年
  - 1月1日 - 開局70周年を機に、｢0テレ(0を貫通する形で7が串刺しになる)｣の下側に｢NIPPON TV」、その下側に｢70th Anniversary｣に変更。2023年12月31日まで使われていた。
- 2024年- 0テレの下側に、｢NIPPON TV」が追加された。

## アパレルブランド
2022年9月22日、郡司恭子アナ発案で、アパレルブランド「Audire」（アウディーレ）を立ち上げた。「Wear the Voice.」をブランドコンセプトに、服を通じて女性の生き方に関する発信を行っていく。

## 主なグループ会社
- 日本テレビホールディングス株式会社 - 認定放送持株会社
- 株式会社BS日本 - BSデジタル放送局
- 株式会社CS日本 - 110度CSデジタル放送局
- 株式会社日テレ・テクニカル・リソーシズ（旧NTV映像センター・日本テレビビデオ） - 技術会社
- 株式会社日テレアックスオン（旧日本テレビビデオ・NTV映像センター・日本テレビエンタープライズ） - 制作会社
- 株式会社日テレイベンツ（旧日本テレビエンタープライズ） - 日テレ学院運営、イベント会社
- 株式会社日本テレビアート - 美術会社
- 株式会社日本テレビ音楽 - 音楽出版社
- 株式会社バップ - レコード会社
- 株式会社ティップネス - フィットネスクラブ運営会社

### 子会社
- 株式会社日テレWands - 日本テレビグループ内におけるITインフラ・インテグレーション事業、業務アプリケーション開発事業、パッケージアプリケーション開発事業、ASPサービス/運用アウトソーシング事業
- 株式会社日本テレビサービス - 番組販売、グッズ販売（日テレ屋、横浜アンパンマンこどもミュージアム）、保険代理業、住宅展示場を運営
- 株式会社日本テレビワーク24 - 警備業、ビルメンテナンス、人材派遣業
- 株式会社フォアキャスト・コミュニケーションズ - webサイト・携帯サイト制作
- 株式会社日テレグループ企画 - 地方制作プロダクションの経営指導業
- NTV America Company
- NTV International Corporation
- NTV Europe
- 株式会社スタジオジブリ - アニメーション制作会社
- 株式会社マッドハウス - アニメーション制作会社
- 株式会社タツノコプロ - アニメーション制作会社
- 株式会社ムラヤマ
- HJホールディングス株式会社 - Huluの日本における運営会社
- 株式会社アール・エフ・ラジオ日本 - ラジオ中波放送局
- 株式会社JCG - eスポーツイベント制作会社
- 株式会社ClaN Entertainment - VTuber事業[202]

他

### 関連会社
- 日活株式会社 - 映画企画・制作・配給
- 黒剣電視節目製作股份有限公司（黒剣テレビ番組制作株式会社） - 台湾・中国・東南アジア向けテレビ番組制作・販売
- JOCDN株式会社 - インターネットイニシアティブとの合弁、動画配信プラットフォームの提供
- 株式会社ビーグリー

他

### 出資会社
- 株式会社読売・日本テレビ文化センター
- 株式会社テレビ埼玉（埼玉県に次ぐ第2位株主）

他

### 財団法人
- 財団法人読売日本交響楽団 - 公演事業
- 財団法人日本テレビ小鳩文化事業団 - 視聴覚障害者のための福祉事業、文化活動に関する各種展示・講演・出版
- 財団法人徳間記念アニメーション文化財団 - 三鷹の森ジブリ美術館における展覧会事業の企画運営

なお、国が許可した債権回収業（サービサー）のニッテレ債権回収株式会社とは全くの無関係。

### 過去のグループ会社
- 株式会社日テレ7（セブン&アイ・ホールディングスとの合弁） - 通信販売業

## スタジオ技術系協力会社
- 株式会社ヌーベルバーグ
- 株式会社日放
- 株式会社ジャパンテレビ（通称：ジャパンさん）
- ミジェット

## 送信所・中継局

### 本送信所

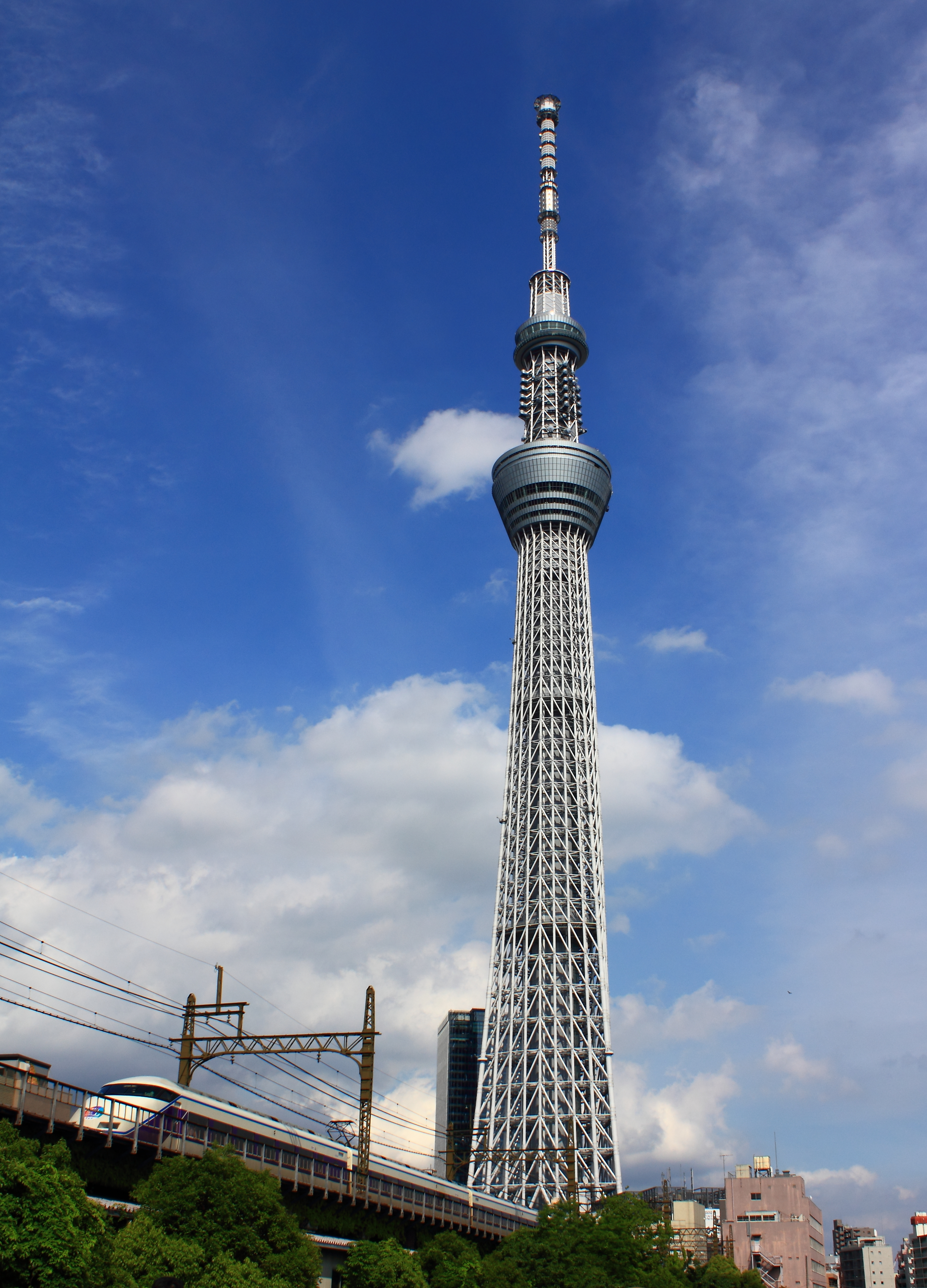
現在の送信所である東京スカイツリー

- 東京スカイツリー（東京都墨田区押上1丁目1-13）

### 予備送信所
- 東京タワー（東京都港区芝公園1丁目2-8）

※2013年5月30日以前は新宿センタービル（東京都新宿区西新宿1丁目25-1）が予備送信所として使われていた。

### 主な中継局
全145局の送信所が存在する。
東京都
- 新島 - 25ch
- 伊豆大島 - 41ch
- 八丈 - 30ch
- 青梅沢井 - 25ch
- 八王子 - 25ch
- 新島本村 - 25ch
- 八王子上恩方 - 35ch
- 鶴川 - 36ch
- 小仏城山 - 37ch

茨城県
- 水戸 - 14ch
- 日立 - 14ch
- 十王 - 38ch
- 山方 - 34ch
- 常陸鹿島 - 25ch
- 日立神峰 - 25ch
- 竜神平 - 41ch
- 北茨城 - 14ch
- 奥久慈男体 - 25ch
- 大子 - 14ch
- 里美 - 14ch
- 御前山 - 25ch
- 水府 - 14ch
- 笠間 - 34ch
- 岩瀬 - 25ch
- 那珂湊 - 25ch

栃木県
- 宇都宮 - 34ch
- 矢板 - 19ch
- 足利 - 25ch
- 今市 - 25ch
- 馬頭 - 25ch
- 日光清滝 - 36ch
- 鹿沼 - 14ch
- 足尾 - 37ch
- 那須伊王野 - 25ch
- 日光広久保 - 14ch
- 黒羽中野内 - 25ch
- 烏山神長 - 25ch
- 南那須志鳥 - 25ch
- 黒羽川上 - 33ch

群馬県
- 前橋 - 33ch
- 沼田 - 25ch
- 利根 - 25ch
- 吾妻 - 14ch
- 下仁田 - 25ch
- 桐生 - 25ch
- 草津 - 38ch
- 片品 - 34ch
- 川場 - 25ch
- 沼田発知 - 14ch
- 桐生梅田 - 33ch
- 嬬恋田代 - 33ch
- 沼田沼須 - 14ch
- 倉渕 - 14ch
- 妙義 - 14ch
- 横川 - 25ch
- 嬬恋干俣 - 25ch
- 片品東小川 - 25ch
- 子持小川原 - 14ch
- 利根大原 - 25ch
- 白沢 - 14ch
- 松井田上増田 - 14ch

埼玉県
- 秩父 - 25ch
- 小鹿野 - 55ch
- 児玉 - 25ch
- 鬼石 - 18ch
- 秩父定峰 - 30ch
- 秩父栃谷 - 30ch
- 風布- 25ch
- 飯能上赤工 - 33ch
- 横瀬根古谷 - 30ch
- 飯能原市場 - 33ch

千葉県
- 銚子 - 25ch
- 東金 - 25ch
- 大多喜 - 25ch
- 君津 - 25ch
- 長南 - 33ch
- 市原加茂 - 33ch
- 勝浦 - 25ch
- 館山 - 25ch
- 小見川 - 25ch
- 佐原 - 25ch
- 下総光 - 25ch
- 丸山 - 33ch
- 勝浦総野 - 33ch
- 鴨川 - 44ch

神奈川県
- 平塚 - 25ch
- 小田原 - 52ch
- 南足柄 - 32ch
- 湯河原 - 32ch
- 愛川 - 32ch
- 箱根湯本 - 32ch
- 横須賀武 - 32ch
- 相模湖 - 25ch
- 仙石原 - 29ch
- 山北 - 25ch
- 津久井 - 29ch
- 久里浜 - 32ch
- 逗子 - 32ch
- 秦野 - 32ch
- 横須賀鴨居 - 29ch
- 湯の沢 - 29ch
- 笹下 - 25ch
- 釜利谷 - 33ch
- 秦野菩提 - 41ch
- 中井 - 32ch
- 戸塚 - 25ch
- 鎌倉 - 32ch
- 衣笠 - 32ch
- 大船 - 32ch
- 箱根強羅 - 29ch
- 小田原東 - 52ch
- みなとみらい - 52ch
- 藤野 - 32ch

## アナログ放送概要
2011年7月24日終了時点
- 標準テレビジョン放送（地上アナログ放送）：JOAX-TV（VHF4ch、映像171.25MHz/50kW、音声175.75MHz/12.5kW）
- 標準テレビジョン音声多重放送：JOAX-TAM
- 標準テレビジョン文字多重放送：JOAX-TCM

全97局の送信所が存在した。
東京都
- 大井町 - 70ch
- 八王子 - 35ch
- 多摩 - 51ch
- 新島 - 54ch（垂直偏波）
- 八丈島 - 4ch
- 三宅島 - 4ch
- 小笠原父島 - 53ch

茨城県
- 水戸 - 42ch（垂直偏波）
- 鹿嶋 - 33ch
- 日立 - 54ch
- 高萩 - 53ch

栃木県
- 宇都宮 - 53ch[204]
- 日光 - 54ch
- 矢板 - 36ch[205]

群馬県
- 前橋 - 54ch
- 富岡 - 53ch（垂直偏波）
- 桐生 - 53ch
- 沼田 - 53ch

埼玉県
- 児玉（熊谷・本庄） - 53ch[204]（垂直偏波）
- 秩父 - 16ch[205]

千葉県
- 成田 - 53ch[204]
- 銚子 - 53ch
- 香取佐原 - 54ch[206]
- 勝浦 - 53ch
- 館山 - 54ch（垂直偏波）

神奈川県
- 山下町 - 71ch
- 横浜みなと - 54ch
- 久里浜 - 41ch（北方向は水平偏波・西方向は垂直偏波）
- 平塚 - 35ch（垂直偏波）
- 小田原 - 54ch
- 湯河原 - 53ch

70・71chは難視聴対策のためのSHF放送。

## 区域外再放送
長野県・静岡県の各一部地域のCATV事業者は各県に系列局はあるものの激変緩和措置として、区域外再放送をアナログ放送終了後3年間（2014年7月24日まで）を限度として実施していた。山梨県郡内地方のCATV事業者でも、アナログ放送時代にはその終了までアナログ放送でのみ実施していた。なお、激変緩和措置の期間満了後は個別協議により次の通り継続実施していたが、2018年9月30日をもって当局を区域外再放送するケーブルテレビ局は無くなった。
静岡県
- 2014年9月30日まで
  - 東伊豆有線テレビ放送
  - 下田有線テレビ放送
  - 小林テレビ設備
- 2015年2月25日まで
  - 伊豆急ケーブルネットワーク（東伊豆地区）
- 2018年9月30日まで
  - 伊豆急ケーブルネットワーク（熱海、伊東地区）
  - 東豆有線
  - 伊東テレビクラブ

## 情報カメラ設置ポイント
現在
- 東京都 
  - 汐留（本社屋上鉄塔）
  - 羽田空港
    - 第1ターミナル（JAL機などが駐機） - 2010年以降、第3ターミナルを撮影する際もこちらが用いられる。
    - 第2ターミナル（ANA機などが駐機）[207]

  - 丸の内（丸の内三井ビルディング）
  - 東京駅（東京国際フォーラム） - 以前はその隣にある東京ビル旧建物（現：東京ビルTOKIA）などに設置[208]。
  - 渋谷（渋谷スクランブル交差点）[207]
  - 浅草（浅草ビューホテル屋上）
  - 東京スカイツリー（第一展望台付近・地上375m地点）
  - 中央自動車道八王子IC付近[209]
  - 上野恩賜公園・不忍池（春季限定）
  - 東京サマーランド（夏季限定）
  - 八丈島（台風接近時）
  - 三宅島
- 神奈川県
  - 藤沢市江の島・片瀬海岸（江の島ビュータワー）
  - 小田原市
  - 鎌倉市
  - 三浦海岸
- 千葉県 
  - 成田空港
  - 館山市
  - 鴨川シーワールド
  - 銚子市
- 群馬県
  - 館林市・つつじが岡公園（春季限定）
  - 草津町・草津温泉スキー場（冬季限定）
  - みなかみ町（水上高原ホテル200屋上、秋季限定）[210]
- 茨城県 
  - 東海村
- 沖縄県
  - 那覇空港（国内線旅客ターミナルビル、台風接近時）

過去に設置
- 麹町（旧本社・旧麹町分室屋上鉄塔）、東京湾アクアライン（海ほたるパーキングエリア）、大磯ロングビーチ（大磯プリンスホテル屋上、夏季限定）、築地（聖路加ガーデン）、代々木（NTTドコモ代々木ビル、2016年 - 2021年[注釈 64]）、横浜市（ホテルモントレ横浜[注釈 65]）など

## 不祥事・事件・トラブル・アクシデント
- 郵便爆弾事件
- 『電波少年に毛が生えた 最後の聖戦』など電波少年シリーズにおける各種不祥事
- 視聴率買収事件
- 『真相報道 バンキシャ!』における各種不祥事
- 『カミングダウト』の窃盗告白事件
- 『芸能★BANG』の演出トラブルと打ち切り
- 『スッキリ』における各種不祥事
- ドラマ『セクシー田中さん』の脚本を巡るトラブル
- 24時間テレビ「愛は地球を救う」を巡る諸批判・不祥事
- 大谷翔平の新居を巡る報道・大谷ハラスメント
- 『月曜から夜ふかし』街頭インタビュー発言での不適切編集